# Lista de jogos para PlayStation 3

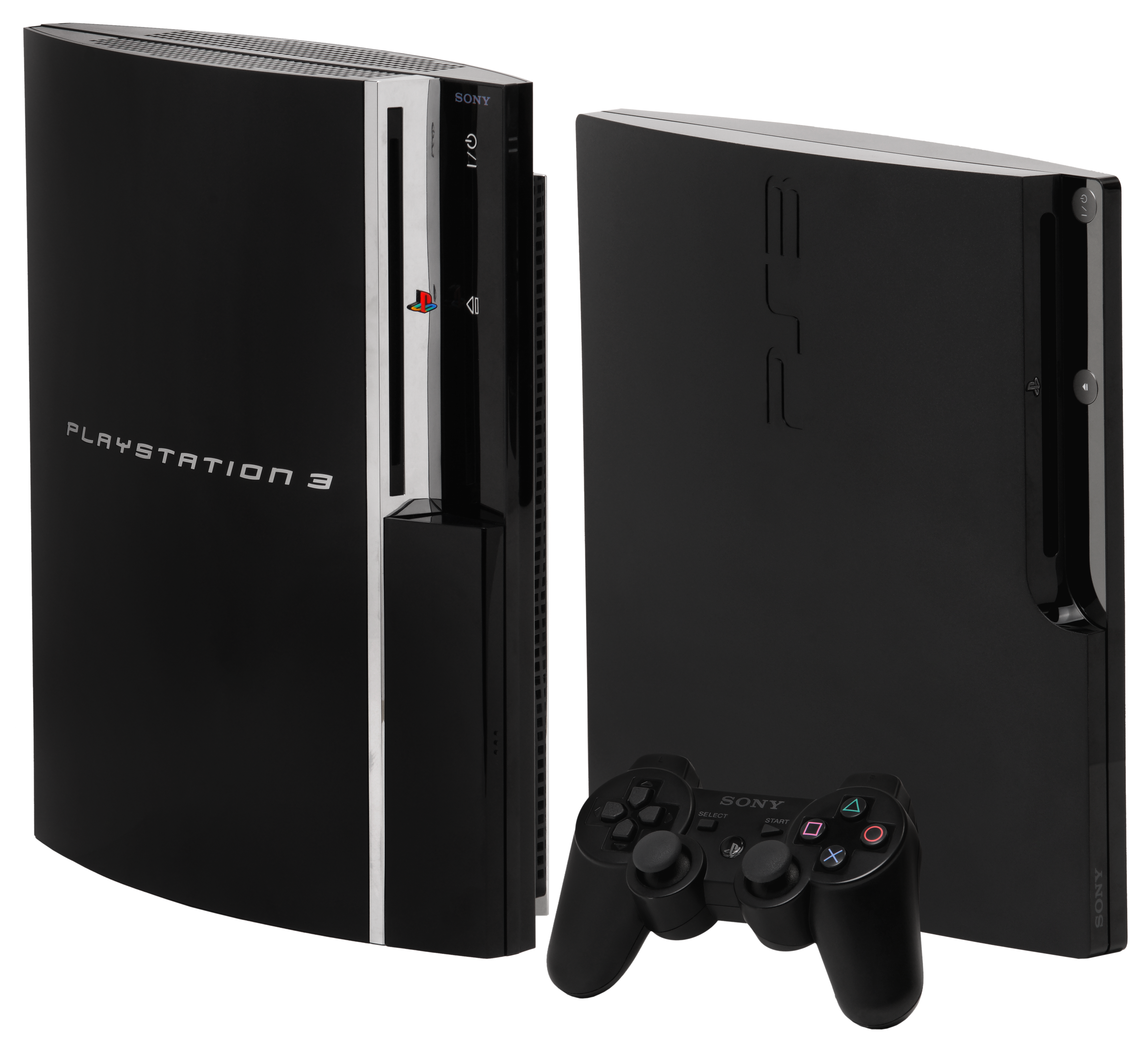
PlayStation 3

Esta é uma lista de jogos à venda para PlayStation 3 já lançados ou planejados para lançamento em Blu-ray Disc. Para uma lista de jogos transferíveis para PlayStation Network, veja a Lista de jogos transferíveis para PlayStation 3. Para uma lista de jogos originais do PlayStation disponíveis para download através da PlayStation Store, veja a Lista de jogos PSOne Classics.
Para uma lista cronológica, clique no botão de ordenação na coluna "Lançamento inicial".
Para informações técnicas, como tamanhos de resolução e instalação, veja a página individual do jogo.
Existem 616 (exclusivos: 118; multiplataforma: 489; exclusivo do console: 9; suporte a troféu: 393) jogos nesta lista.
A coluna "Exclusivo" indica se o PlayStation 3 é a única plataforma em que o jogo está disponível. Isto não inclui consoles de portáteis ou telefones celulares, que geralmente executam uma versão completamente diferente do jogo de mesmo nome. O valor "Console" para exclusividade indica que, enquanto um título pode estar disponível como jogo de arcade ou em um PC usando Microsoft Windows, Unix/Linux ou Mac OS X, ele não está disponível em qualquer outro console de videogame em seu modo nativo..

## Jogos para PlayStation 3
| Jogo                                                               | Desenvolvedor(es)                                                      | Lançamento inicial                | Japão                           | Europa                          | América do Norte                                                                              | Exclusivo | Troféus (confirmado)    |
| ------------------------------------------------------------------ | ---------------------------------------------------------------------- | --------------------------------- | ------------------------------- | ------------------------------- | --------------------------------------------------------------------------------------------- | --------- | ----------------------- |
| 100 Bullets                                                        | por anunciar                                                           | Não lançado                       | por anunciar                    | por anunciar                    | 2010                                                                                          | Não       | Sim                     |
| 2 Days to Vegas                                                    | Steel Monkeys                                                          | Cancelado                         | Cancelado                       | 2010                            | 2010                                                                                          | Não       | —                       |
| 3D Dot Game Heroes                                                 | Silicon Studio                                                         | - JP: 5 de novembro de 2009       | 5 de novembro de 2009           | 14 de maio de 2010              | 11 de maio de 2010                                                                            | Sim       | Sim                     |
| 428: Fūsa Sareta Shibuya de                                        | Chunsoft                                                               | - JP: 3 de setembro de 2009       | 3 de setembro de 2009           | Não lançado                     | Não lançado                                                                                   | Não       | Sim                     |
| AC/DC Live: Rock Band Track Pack                                   | Harmonix Music Systems                                                 | - AN: 18 de novembro de 2008      | Não lançado                     | 19 de abril de 2009             | 18 de novembro de 2008                                                                        | Não       | Não                     |
| Afrika                                                             | Rhino Studios                                                          | - JP: 28 de agosto de 2008        | 28 de agosto de 2008            | Não lançado                     | 13 de outubro de 2009                                                                         | Sim       | Sim                     |
| Afro Samurai                                                       | Namco Bandai                                                           | - AN: 27 de janeiro de 2009       | por anunciar                    | 27 de março de 2009             | 27 de janeiro de 2009                                                                         | Não       | Não                     |
| Agarest Senki Zero                                                 | Compile Heart                                                          | - JP: 25 de junho de 2009         | 25 de junho de 2009             | por anunciar                    | por anunciar                                                                                  | Sim       | Sim                     |
| The Agency                                                         | SOE Seattle                                                            | Não lançado                       | por anunciar                    | 2010                            | 2010                                                                                          | Console   | Sim                     |
| Agent                                                              | Rockstar North                                                         | Não lançado                       | por anunciar                    | por anunciar                    | 2010                                                                                          | Sim       | Sim                     |
| Aliens vs. Predator                                                | Rebellion Developments                                                 | - AN: 16 de fevereiro de 2010     | por anunciar                    | 19 de fevereiro de 2010         | 16 de fevereiro de 2010                                                                       | Não       | Sim                     |
| Aliens: Colonial Marines                                           | Gearbox Software                                                       | Não lançado                       | por anunciar                    | 2010                            | 2010                                                                                          | Não       | Sim                     |
| All-Pro Football 2K8                                               | Visual Concepts                                                        | - AN: 16 de julho de 2007         | Não lançado                     | Não lançado                     | 16 de julho de 2007                                                                           | Não       | Não                     |
| Alone in the Dark: Inferno                                         | Eden Studios                                                           | - AN: 18 de novembro de 2008      | por anunciar                    | 21 de novembro de 2008          | 21 de novembro de 2008                                                                        | Não       | Sim                     |
| Alpha Protocol                                                     | Obsidian Entertainment                                                 | Não lançado                       | por anunciar                    | 28 de maio de 2010              | 1 de junho de 2010                                                                            | Não       | Sim                     |
| Amphibian Man                                                      | KDV Games                                                              | Não lançado                       | por anunciar                    | por anunciar                    | por anunciar                                                                                  | Console   | Sim                     |
| Ape Escape                                                         | SCE Japan Studio                                                       | Não lançado                       | por anunciar                    | por anunciar                    | por anunciar                                                                                  | Sim       | Sim                     |
| Aquanaut's Holiday: Hidden Memories                                | Irem                                                                   | - JP: 25 de setembro de 2008      | 25 de setembro de 2008          | Não lançado                     | Não lançado                                                                                   | Sim       | Sim                     |
| Ar tonelico III: Sekai Shūen no Hikigane wa Shōjo no Uta ga Hajiku | Gust Corporation                                                       | - JP: 28 de janeiro de 2010       | 28 de janeiro de 2010           | por anunciar                    | por anunciar                                                                                  | Sim       | Sim                     |
| Arcania: A Gothic Tale                                             | Spellbound Entertainment                                               | Não lançado                       | por anunciar                    | 2010                            | 2010                                                                                          | Não       | Sim                     |
| Armored Core 4                                                     | From Software                                                          | - JP: 21 de dezembro de 2006      | 21 de dezembro de 2006          | 22 de junho de 2007             | 20 de março de 2007                                                                           | Não       | Não                     |
| Armored Core 5                                                     | From Software                                                          | Não lançado                       | 2010                            | por anunciar                    | por anunciar                                                                                  | Não       | Sim                     |
| Armored Core: For Answer                                           | From Software                                                          | - JP: 19 de março de 2008         | 19 de março de 2008             | 31 de outubro de 2008           | 16 de setembro de 2008                                                                        | Não       | Não                     |
| Army of Two                                                        | EA Montreal                                                            | - AN: 4 de março de 2008          | 19 de março de 2008             | 7 de março de 2008              | 4 de março de 2008                                                                            | Não       | Não                     |
| Army of Two: The 40th Day                                          | EA Montreal                                                            | - AN: 12 de janeiro de 2010       | por anunciar                    | 15 de janeiro de 2010           | 12 de janeiro de 2010                                                                         | Não       | Sim                     |
| Ashes Cricket 2009                                                 | Transmission Games                                                     | - EU: 6 de agosto de 2009         | Não lançado                     | 6 de agosto de 2009             | Não lançado                                                                                   | Não       | Sim                     |
| Assassin's Creed                                                   | Ubisoft Montreal                                                       | - AN: 14 de novembro de 2007      | 29 de novembro de 2007          | 16 de novembro de 2007          | 14 de novembro de 2007                                                                        | Não       | Não                     |
| Assassin's Creed II                                                | Ubisoft Montreal                                                       | - AN: 17 de novembro de 2009      | por anunciar                    | 19 de novembro de 2009          | 17 de novembro de 2009                                                                        | Não       | Sim                     |
| Assassin's Creed III                                               | Ubisoft Montreal                                                       | - AN: 30 de outubro de 2012       | por anunciar                    | 30 de outubro de 2012           | 31 de outubro de 2012                                                                         | Não       | Sim                     |
| Assassin's Creed: Brotherhood                                      | Ubisoft Montreal                                                       | - EU: 18 de novembro de 2010      | por anunciar                    | 18 de novembro de 2010          | 18 de novembro de 2010                                                                        | Não       | Sim                     |
| Assassin's Creed: Revelations                                      | Ubisoft Montreal                                                       | 15 de novembro de 2011            | por anunciar                    | 15 de novembro de 2011          | 15 de novembro de 2011                                                                        | Não       | Sim                     |
| Atelier Rorona: Alchemist of Arland                                | Gust Corporation                                                       |                                   | 25 de junho de 2009             | 2.º trimestre de 2010           | 2.º trimestre de 2010                                                                         | Sim       | Sim                     |
| Fallout 3                                                          | Bethesda Softworks                                                     | 28 de outubro de 2008             | por anunciar                    | 30 de outubro de 2008           | 28 de outubro de 2008                                                                         | Não       | Sim                     |
| Australian Rules Football                                          | Big Ant Studios                                                        | Não lançado                       | por anunciar                    | por anunciar                    | por anunciar                                                                                  | Não       | Sim                     |
| Avalon                                                             | Climax Studios                                                         | Não lançado                       | por anunciar                    | por anunciar                    | por anunciar                                                                                  | Não       | Sim                     |
| James Cameron's Avatar: The Game                                   | Ubisoft Montreal                                                       | - AN: 1 de dezembro de 2009       | por anunciar                    | dezembro de 2009                | 1 de dezembro de 2009                                                                         | Não       | Sim                     |
| Backbreaker                                                        | NaturalMotion                                                          | - AN: 1 de junho de 2010          | por anunciar                    | 25 de junho de 2010             | 1 de junho de 2010                                                                            | Não       | Sim                     |
| Baja: Edge of Control                                              | 2XL Games                                                              | - AN: 22 de setembro de 2008      | por anunciar                    | 26 de setembro de 2008          | 22 de setembro de 2008                                                                        | Não       | Não                     |
| Bakugan Battle Brawlers                                            | NOW Production                                                         | - AN: 20 de outubro de 2009       | por anunciar                    | 23 de outubro de 2009           | 20 de outubro de 2009                                                                         | Não       | Sim                     |
| Band Hero                                                          | Neversoft                                                              | - AN: 3 de novembro de 2009       | por anunciar                    | 6 de outubro de 2009            | 3 de outubro de 2009                                                                          | Não       | Sim                     |
| Batman: Arkham Asylum                                              | Rocksteady Studios                                                     | - AN: 25 de agosto de 2009        | por anunciar                    | 28 de agosto de 2009            | 25 de agosto de 2009                                                                          | Não       | Sim                     |
| Batman: Arkham City                                                | Rocksteady Studios                                                     | Não lançado                       | por anunciar                    | por anunciar                    | por anunciar                                                                                  | Não       | Sim                     |
| Battle Fantasia                                                    | Arc System Works                                                       | - JP: 29 de maio de 2008          | 29 de maio de 2008              | 6 de março de 2009              | (Apenas download)                                                                             | Não       | Sim (Apenas versão EUA) |
| Battlefield: Bad Company                                           | DICE                                                                   | - AN: 23 de junho de 2008         | 28 de agosto de 2008            | 27 de junho de 2008             | 23 de junho de 2008                                                                           | Não       | Sim                     |
| Battlefield: Bad Company 2                                         | DICE                                                                   | - AN: 2 de março de 2010          | por anunciar                    | 5 de março de 2010              | 2 de março de 2010                                                                            | Não       | Sim                     |
| Bayonetta                                                          | Platinum Games                                                         | - JP: 29 de outubro de 2009       | 29 de outubro de 2009           | 8 de janeiro de 2010            | 5 de janeiro de 2010                                                                          | Não       | Sim                     |
| The Beatles: Rock Band                                             | Harmonix Music Systems                                                 | 9 de setembro de 2009             | por anunciar                    | 9 de setembro de 2009           | 9 de setembro de 2009                                                                         | Não       | Sim                     |
| Beijing 2008                                                       | Eurocom                                                                | - EU: 27 de junho de 2008         | 31 de julho de 2008             | 27 de junho de 2008             | 8 de julho de 2008                                                                            | Não       | Não                     |
| Beowulf: The Game                                                  | Ubisoft Shanghai                                                       | - AN: 13 de novembro de 2007      | Não lançado                     | 23 de novembro de 2007          | 13 de novembro de 2007                                                                        | Não       | Não                     |
| Beyond Good & Evil 2                                               | Ubisoft Montpellier                                                    | Não lançado                       | por anunciar                    | 2010                            | 2010                                                                                          | Não       | Sim                     |
| The Bigs                                                           | Blue Castle Games                                                      | - AN: 25 de junho de 2007         | Não lançado                     | Não lançado                     | 25 de junho de 2007                                                                           | Não       | Não                     |
| The Bigs 2                                                         | Blue Castle Games                                                      | - AN: 7 de julho de 2009          | por anunciar                    | por anunciar                    | 7 de julho de 2009                                                                            | Não       | Sim                     |
| Bionic Commando                                                    | GRIN                                                                   | - AN: 19 de maio de 2009          | por anunciar                    | 22 de março de 2009             | 19 de março de 2009                                                                           | Não       | Sim                     |
| BioShock                                                           | Irrational Games / 2K Marin                                            | - EU: 17 de outubro de 2008       | por anunciar                    | 17 de outubro de 2008           | 21 de outubro de 2008                                                                         | Não       | Sim                     |
| BioShock 2                                                         | 2K Marin / Digital Extremes / 2K Australia / 2K China / Arkane Studios | 9 de fevereiro de 2010            | 4 de março de 2010              | 9 de fevereiro de 2010          | 9 de fevereiro de 2010                                                                        | Não       | Sim                     |
| BlackSite: Area 51                                                 | Midway Studios Austin                                                  | - AN: 10 de dezembro de 2007      | Não lançado                     | 7 de março de 2008              | 10 de dezembro de 2007                                                                        | Não       | Não                     |
| Bladestorm: The Hundred Years' War                                 | Omega Force                                                            | - JP: 30 de agosto de 2007        | 30 de agosto de 2007            | 2 de novembro de 2007           | 6 de novembro de 2007                                                                         | Não       | Não                     |
| BlazBlue: Calamity Trigger                                         | Arc System Works                                                       | - JP: 25 de junho de 2009         | 25 de agosto de 2009            | 2 de abril de 2010              | 30 de junho de 2009                                                                           | Não       | Sim                     |
| BlazBlue: Continuum Shift                                          | Arc System Works                                                       | Não lançado                       | julho de 2010                   | por anunciar                    | julho de 2010                                                                                 | Não       | Sim                     |
| Blazing Angels: Squadrons of WWII                                  | Ubisoft Romania                                                        | - AN: 12 de dezembro de 2006      | 5 de julho de 2007              | 23 de março de 2007             | 12 de dezembro de 2006                                                                        | Não       | Não                     |
| Blazing Angels 2: Secret Missions of WWII                          | Ubisoft Romania                                                        | - AN: 6 de novembro de 2007       | 19 de março de 2008             | 23 de novembro de 2007          | 6 de novembro de 2007                                                                         | Não       | Não                     |
| Blitz: The League II                                               | Midway Games                                                           | - AN: 13 de outubro de 2008       | por anunciar                    | 24 de setembro de 2008          | 13 de setembro de 2008                                                                        | Não       | Sim                     |
| Blur                                                               | Bizarre Creations                                                      | - AN: 25 de maio de 2010          | por anunciar                    | 28 de maio de 2010              | 25 de maio de 2010                                                                            | Não       | Sim                     |
| Bodycount                                                          | Codemasters Studios Guildford                                          | Não lançado                       | por anunciar                    | por anunciar                    | por anunciar                                                                                  | Não       | Sim                     |
| Boku no Natsuyasumi 3                                              | SCE Japan Studio                                                       | - JP: 5 de julho de 2007          | 5 de julho de 2007              | Não lançado                     | Não lançado                                                                                   | Sim       | Não                     |
| Bolt                                                               | Avalanche Software                                                     | - AN: 18 de novembro de 2008      | Não lançado                     | 13 de fevereiro de 2009         | 18 de novembro de 2008                                                                        | Não       | Não                     |
| Borderlands                                                        | Gearbox Software                                                       | - AN: 20 de outubro de 2009       | por anunciar                    | 23 de outubro de 2009           | 20 de outubro de 2009                                                                         | Não       | Sim                     |
| Robert Ludlum's The Bourne Conspiracy                              | High Moon Studios                                                      | - AN: 3 de junho de 2008          | Não lançado                     | 27 de junho de 2008             | 3 de junho de 2008                                                                            | Não       | Não                     |
| Brain Challenge Deluxe                                             | Gameloft                                                               | - EU: 5 de dezembro de 2008       | Não lançado                     | 5 de dezembro de 2008           | (Apenas download)                                                                             | Não       | Sim                     |
| Brink                                                              | Splash Damage                                                          | Não lançado                       | 2011                            | 2011                            | 12 de abril de 2011                                                                           | Não       | Sim                     |
| Brothers in Arms: Hell's Highway                                   | Gearbox Software                                                       | - AN: 23 de setembro de 2009      | por anunciar                    | 26 de setembro de 2008          | 23 de setembro de 2008                                                                        | Não       | Não                     |
| Brütal Legend                                                      | Double Fine Productions                                                | - AN: 13 de outubro de 2009       | por anunciar                    | 16 de outubro de 2009           | 13 de outubro de 2009                                                                         | Não       | Sim                     |
| Bulletstorm                                                        | People Can Fly                                                         | - AN: 22 de fevereiro de 2011     | 24 de fevereiro de 2011         | 25 de fevereiro de 2011         | 22 de fevereiro de 2011                                                                       | Não       | Sim                     |
| Burnout Paradise                                                   | Criterion Games                                                        | - AN: 22 de janeiro de 2008       | 21 de fevereiro de 2008         | 25 de janeiro de 2008           | 22 de janeiro de 2008                                                                         | Não       | Sim                     |
| Buzz!: Brain of the UK                                             | Relentless Software                                                    | - EU: 26 de março de 2009         | por anunciar                    | 26 de março de 2009             | por anunciar                                                                                  | Sim       | Sim                     |
| Buzz!: Quiz TV                                                     | Relentless Software                                                    | - EU: 4 de julho de 2008          | por anunciar                    | 4 de julho de 2008              | 23 de setembro de 2008                                                                        | Sim       | Sim                     |
| Buzz!: Quiz World                                                  | Relentless Software                                                    | - EU: 30 de outubro de 2009       | por anunciar                    | 30 de outubro de 2009           | 10 de novembro de 2009                                                                        | Sim       | Sim                     |
| Cabela's Big Game Hunter 2010                                      | Cauldron HQ                                                            | - AN: 29 de setembro de 2009      | por anunciar                    | por anunciar                    | 29 de setembro de 2009                                                                        | Não       | Sim                     |
| Cabela's Dangerous Hunts 2009                                      | Sand Grain Studios                                                     | - EU: 12 de março de 2008         | por anunciar                    | 12 de março de 2008             | 23 de setembro de 2008                                                                        | Não       | Não                     |
| Cabela's Outdoor Adventures                                        | Activision                                                             | - AN: 8 de setembro de 2009       | por anunciar                    | por anunciar                    | 8 de setembro de 2009                                                                         | Não       | Sim                     |
| Call of Duty 3                                                     | Treyarch                                                               | - AN: 17 de novembro de 2006      | 14 de junho de 2007             | 23 de março de 2007             | 17 de novembro de 2006                                                                        | Sim       | Sim                     |
| Call of Duty 4: Modern Warfare                                     | Infinity Ward                                                          | - EU: 2 de novembro de 2007       | 27 de dezembro de 2007          | 2 de novembro de 2007           | 5 de novembro de 2007                                                                         | Não       | Não                     |
| Call of Duty: Modern Warfare 2                                     | Infinity Ward                                                          | 10 de novembro de 2009            | 10 de dezembro de 2009          | 10 de novembro de 2009          | 10 de novembro de 2009                                                                        | Não       |                         |
| Call of Duty: Modern Warfare 3                                     | Infinity Ward                                                          | novembro de 2011                  | 8 de novembro de 2011           | 8 de novembro de 2011           | 8 de novembro de 2011                                                                         | Não       | Sim                     |
| Call of Duty: Black Ops                                            | Treyarch                                                               | Não lançado                       | por anunciar                    | novembro de 2010                | novembro de 2010                                                                              | Não       | Sim                     |
| Call of Duty: World at War                                         | Treyarch                                                               | - AN: 11 de novembro de 2008      | por anunciar                    | 13 de novembro de 2008          | 11 de novembro de 2008                                                                        | Não       | Sim                     |
| Call of Juarez: Bound in Blood                                     | Techland                                                               | - AN: 30 de junho de 2009         | por anunciar                    | 3 de julho de 2009              | 30 de junho de 2009                                                                           | Não       | Sim                     |
| Cars Mater-National                                                | Rainbow Studios                                                        | - AN: 30 de outubro de 2007       | Não lançado                     | 30 de novembro de 2007          | 30 de outubro de 2007                                                                         | Não       | Não                     |
| Cars Race-O-Rama                                                   | Incinerator Studios                                                    | - AN: 12 de outubro de 2009       | por anunciar                    | 30 de outubro de 2009           | 12 de outubro de 2009                                                                         | Não       | Sim                     |
| Castlevania: Lords of Shadow                                       | MercurySteam / Kojima Productions                                      | Não lançado                       | 2010                            | 2010                            | 2010                                                                                          | Não       | Sim                     |
| Chaotic: Shadow Warriors                                           | FUN Labs                                                               | - AN: 17 de 2 de novembro de 0009 | por anunciar                    | por anunciar                    | 17 de novembro de 2009                                                                        | Não       | Sim                     |
| The Chronicles of Narnia: Prince Caspian                           | Traveller's Tales                                                      | - AN: 15 de maio de 2008          | Não lançado                     | 20 de junho de 2008             | 15 de maio de 2008                                                                            | Não       | Não                     |
| The Chronicles of Riddick: Assault on Dark Athena                  | Starbreeze Studios / Tigon Studios                                     | - AN: 7 de abril de 2009          | por anunciar                    | 24 de abril de 2009             | 7 de abril de 2009                                                                            | Não       | Sim                     |
| Cipher Complex                                                     | Edge of Reality                                                        | Não lançado                       | por anunciar                    | 2009                            | 2009                                                                                          | Não       | Sim                     |
| Sid Meier's Civilization Revolution                                | Firaxis Games                                                          | - EU: 13 de junho de 2008         | Não lançado                     | 13 de junho de 2008             | 8 de julho de 2008                                                                            | Não       | Não                     |
| Clive Barker's Jericho                                             | MercurySteam                                                           | - AN: 23 de outubro de 2007       | Não lançado                     | 26 de outubro de 2007           | 23 de outubro de 2007                                                                         | Não       | Não                     |
| Cloudy with a Chance of Meatballs                                  | Ubisoft Shanghai                                                       | - EU: 11 de setembro de 2009      | por anunciar                    | 11 de setembro de 2009          | 18 de setembro de 2009                                                                        | Não       | Sim                     |
| The Club                                                           | Bizarre Creations                                                      | - EU: 8 de fevereiro de 2008      | Não lançado                     | 8 de fevereiro de 2008          | 20 de fevereiro de 2008                                                                       | Não       | Não                     |
| Codename: Sengoku 23KU                                             | Acquire                                                                | Não lançado                       | por anunciar                    | por anunciar                    | por anunciar                                                                                  | Sim       | Sim                     |
| Colin McRae: Dirt                                                  | Codemasters                                                            | - AN: 11 de setembro de 2007      | Não lançado                     | 14 de setembro de 2007          | 11 de setembro de 2007                                                                        | Não       | Não                     |
| Colin McRae: Dirt 2                                                | Codemasters                                                            | - AN: 8 de setembro de 2009       | por anunciar                    | 11 de setembro de 2009          | 8 de setembro de 2009                                                                         | Não       | Sim                     |
| College Hoops 2K7                                                  | Visual Concepts                                                        | - AN: 13 de março de 2007         | Não lançado                     | Não lançado                     | 13 de março de 2007                                                                           | Não       | Não                     |
| College Hoops 2K8                                                  | Visual Concepts                                                        | - AN: 19 de novembro de 2007      | Não lançado                     | Não lançado                     | 19 de novembro de 2007                                                                        | Não       | Não                     |
| Command & Conquer: Red Alert 3                                     | EA Los Angeles                                                         | - AN: 23 de março de 2009         | por anunciar                    | 27 de março de 2009             | 23 de março de 2009                                                                           | Não       | Sim                     |
| Conan                                                              | Nihilistic Software                                                    | - AN: 28 de setembro de 2007      | 6 de dezembro de 2007           | 28 de setembro de 2007          | 23 de outubro de 2007                                                                         | Não       | Não                     |
| Condemned 2: Bloodshot                                             | Monolith Productions                                                   | - AN: 18 de março de 2008         | Não lançado                     | 4 de abril de 2008              | 18 de março de 2008                                                                           | Não       | Não                     |
| Conflict: Denied Ops                                               | Pivotal Games                                                          | - EU: 8 de fevereiro de 2008      | Não lançado                     | Não lançado                     | 8 de fevereiro de 2008                                                                        | Não       | Não                     |
| Cross Edge                                                         | Compile Heart                                                          | - JP: 25 de setembro de 2008      | 25 de setembro de 2008          | 4 de setembro de 2009           | 6 de maio de 2009                                                                             | Não       | Sim                     |
| Crysis 2                                                           | Crytek                                                                 | Não lançado                       | por anunciar                    | por anunciar                    | por anunciar                                                                                  | Não       | Sim                     |
| Damnation                                                          | Blue Omega Entertainment                                               | - AN: 26 de maio de 2009          | por anunciar                    | por anunciar                    | 26 de maio de 2009                                                                            | Não       | Sim                     |
| Dance Dance Revolution                                             | Konami                                                                 | Não lançado                       | por anunciar                    | 2.º trimestre de 2010           | 2.º trimestre de 2010                                                                         | Não       | Sim                     |
| Dante's Inferno                                                    | Visceral Games                                                         | - AN: 9 de fevereiro de 2010      | por anunciar                    | 12 de fevereiro de 2010         | 9 de fevereiro de 2010                                                                        | Não       | Sim                     |
| Dark Sector                                                        | Digital Extremes                                                       | - AN: 25 de março de 2008         | 28 de março de 2008             | 4 de abril de 2008              | 25 de março de 2008                                                                           | Não       | Não                     |
| Dark Void                                                          | Airtight Games                                                         | - AN: 19 de janeiro de 2010       | por anunciar                    | 22 de janeiro de 2010           | 19 de janeiro de 2010                                                                         | Não       | Sim                     |
| The Darkness                                                       | Starbreeze Studios                                                     | - AN: 25 de junho de 2007         | 26 de junho de 2008             | 22 de julho de 2007             | 25 de junho de 2007                                                                           | Não       | Não                     |
| The Darkness 2                                                     | por anunciar                                                           | Não lançado                       | por anunciar                    | por anunciar                    | por anunciar                                                                                  | Não       | Sim                     |
| Darksiders                                                         | Vigil Games                                                            | - AN: 5 de janeiro de 2010        | 18 de março de 2010             | 8 de janeiro de 2010            | 5 de janeiro de 2010                                                                          | Não       | Sim                     |
| Data-Fly                                                           | ORiGO Gaming Entertainment                                             | Não lançado                       | por anunciar                    | por anunciar                    | por anunciar                                                                                  | Não       | Sim                     |
| Daybreakers                                                        | Trilogy Studios                                                        | Não lançado                       | por anunciar                    | por anunciar                    | por anunciar                                                                                  | Não       | Sim                     |
| DC Universe Online                                                 | Sony Online Austin                                                     | Não lançado                       | por anunciar                    | 21 de abril de 2010             | 21 de abril de 2010                                                                           | Console   | Sim                     |
| Dead Rising 2                                                      | Blue Castle Games                                                      | Não lançado                       | 2010                            | 3 de setembro de 2010           | 31 de agosto de 2010                                                                          | Não       | Sim                     |
| Dead Space                                                         | EA Redwood Shores                                                      | - AN: 14 de outubro de 2008       | por anunciar                    | 31 de outubro de 2008           | 14 de outubro de 2008                                                                         | Não       | Sim                     |
| Dead Space 2                                                       | Visceral Games                                                         | Não lançado                       | por anunciar                    | por anunciar                    | por anunciar                                                                                  | Não       | Sim                     |
| Dead to Rights: Retribution                                        | Volatile Games                                                         | - EU: 23 de abril de 2010         | 2010                            | 23 de abril de 2010             | 27 de abril de 2010                                                                           | Não       | Sim                     |
| Def Jam: Icon                                                      | EA Chicago                                                             | - AN: 6 de março de 2007          | 21 de junho de 2007             | 23 de março de 2007             | 6 de março de 2007                                                                            | Não       | Não                     |
| Def Jam Rapstar                                                    | 4mm Games                                                              | Não lançado                       | por anunciar                    | por anunciar                    | 2010                                                                                          | Não       | Sim                     |
| Demon's Souls                                                      | From Software                                                          | - JP: 5 de fevereiro de 2009      | 5 de fevereiro de 2009          | 25 de junho de 2010             | 6 de outubro de 2009                                                                          | Sim       | Sim                     |
| Derby Time Online                                                  | SCE Japan Studio                                                       | - JP: 13 de novembro de 2008      | 13 de novembro de 2008          | Não lançado                     | Não lançado                                                                                   | Sim       | Sim                     |
| Destroy All Humans! Path of the Furon                              | Sandblast Games                                                        | - AN: 1 de dezembro de 2008       | Não lançado                     | 13 de fevereiro de 2009         | 1 de dezembro de 2008                                                                         | Não       | Não                     |
| Deus Ex: Human Revolution                                          | Eidos Montreal                                                         | Não lançado                       | por anunciar                    | 2010                            | 2010                                                                                          | Não       | Sim                     |
| Devil May Cry 4                                                    | Capcom                                                                 | - JP: 31 de janeiro de 2008       | 31 de janeiro de 2008           | 8 de fevereiro de 2008          | 5 de fevereiro de 2008                                                                        | Não       | Não                     |
| Devil's Third                                                      | Valhalla Game Studio                                                   | Não lançado                       | por anunciar                    | por anunciar                    | por anunciar                                                                                  | Não       | Sim                     |
| Dirt 3                                                             | Codemasters Birmingham                                                 | Não lançado                       | por anunciar                    | por anunciar                    | por anunciar                                                                                  | Não       | Sim                     |
| Disgaea 3: Absence of Justice                                      | Nippon Ichi                                                            | - JP: 31 de janeiro de 2008       | 31 de janeiro de 2008           | 20 de fevereiro de 2009         | 26 de fevereiro de 2008                                                                       | Sim       | Sim                     |
| Disney Sing It                                                     | Zoë Mode                                                               | - AN: 14 de outubro de 2008       | por anunciar                    | 7 de novembro de 2008           | 14 de outubro de 2008                                                                         | Não       | Não                     |
| Disney Sing It! – High School Musical 3: Senior Year               | Zoë Mode                                                               | - EU: 28 de novembro de 2008      | por anunciar                    | 28 de novembro de 2008          | 17 de fevereiro de 2008                                                                       | Não       | Não                     |
| Disney Sing It: Pop Hits                                           | Zoë Mode                                                               | - AN: 6 de outubro de 2009        | por anunciar                    | 6 de outubro de 2009            | 6 de outubro de 2009                                                                          | Não       | Sim                     |
| DJ Hero                                                            | FreeStyleGames                                                         | - AN: 27 de outubro de 2009       | Não lançado                     | 29 de outubro de 2009           | 27 de outubro de 2009                                                                         | Não       | Sim                     |
| DJ Hero 2                                                          | FreeStyleGames                                                         | Não lançado                       | Não lançado                     | 2010                            | 2010                                                                                          | Não       | Sim                     |
| Dragon Age: Origins                                                | BioWare                                                                | - AN: 3 de novembro de 2009       | por anunciar                    | 20 de novembro de 2009          | 3 de outubro de 2009                                                                          | Não       | Sim                     |
| Dragon Age: Origins – Awakening                                    | BioWare                                                                | - AN: 16 de março de 2010         | por anunciar                    | 18 de março de 2010             | 16 de março de 2010                                                                           | Não       | Sim                     |
| Dragon Ball Z: Burst Limit                                         | Dimps                                                                  | - JP: 5 de junho de 2008          | 5 de junho de 2008              | 6 de junho de 2008              | 10 de junho de 2008                                                                           | Não       | Não                     |
| Dragon Ball: Raging Blast                                          | Spike                                                                  | - JP: 9 de novembro de 2009       | 9 de novembro de 2009           | 13 de novembro de 2009          | 10 de novembro de 2009                                                                        | Não       | Sim                     |
| Dragon Ball: Raging Blast 2                                        | Spike                                                                  | - AN: 2 de novembro de 2010       | 11 de novembro de 2010          | 5 de novembro de 2010           | 2 de novembro de 2010                                                                         | Não       | Sim                     |
| Dragon Ball Z: Ultimate Tenkaichi                                  | Spike                                                                  | - AN: 25 de outubro de 2011       | 8 de dezembro de 2011           | 28 de outubro de 2011           | 25 de outubro de 2011                                                                         | Não       | Sim                     |
| Dragon Ball Z: Battle of Z                                         | Artdink                                                                | - JP: 23 de janeiro de 2014       | 23 de janeiro de 2014           | 24 de janeiro de 2014           | 28 de janeiro de 2014                                                                         | Não       | Sim                     |
| Dragon Ball Xenoverse                                              | Dimps                                                                  |                                   | 2015                            | 2015                            | 2015                                                                                          | Não       | Sim                     |
| Driver                                                             | Ubisoft Reflections                                                    | Não lançado                       | por anunciar                    | por anunciar                    | por anunciar                                                                                  | Não       | Sim                     |
| Dungeon Siege III                                                  | Obsidian Entertainment                                                 | Não lançado                       | por anunciar                    | por anunciar                    | por anunciar                                                                                  | Não       | Sim                     |
| Dust 514                                                           | CCP Games                                                              | Não lançado                       | por anunciar                    | por anunciar                    | por anunciar                                                                                  | Não       | Sim                     |
| Dynasty Warriors 6                                                 | Omega Force                                                            | - JP: 11 de novembro de 2007      | 11 de novembro de 2007          | 7 de março de 2008              | 19 de fevereiro de 2008                                                                       | Não       | Não                     |
| Dynasty Warriors 6 Empires                                         | Omega Force                                                            | - JP: 28 de maio de 2009          | 28 de maio de 2009              | 26 de junho de 2009             | 23 de junho de 2009                                                                           | Não       | Sim                     |
| Dynasty Warriors: Gundam                                           | Omega Force                                                            | - JP: 1 de março de 2007          | 1 de março de 2007              | 9 de novembro de 2007           | 28 de agosto de 2007                                                                          | Não       | Não                     |
| Dynasty Warriors: Gundam 2                                         | Omega Force                                                            | - JP: 18 de dezembro de 2008      | 18 de dezembro de 2008          | 24 de abril de 2009             | 21 de abril de 2009                                                                           | Não       | Sim                     |
| Dynasty Warriors: Strikeforce                                      | Omega Force                                                            | - JP: 1 de outubro de 2009        | 1 de outubro de 2009            | 19 de fevereiro de 2010         | 16 de fevereiro de 2010                                                                       | Não       | Sim                     |
| EA Sports MMA                                                      | EA Tiburon                                                             | Não lançado                       | 2010                            | 2010                            | 2010                                                                                          | Não       | Sim                     |
| Earth No More                                                      | Recoil Games                                                           | Não lançado                       | por anunciar                    | por anunciar                    | por anunciar                                                                                  | Não       | Sim                     |
| Eat Lead: The Return of Matt Hazard                                | Vicious Cycle Software                                                 | - AN: 26 de fevereiro de 2009     | por anunciar                    | 6 de março de 2009              | 26 de fevereiro de 2009                                                                       | Não       | Sim                     |
| Edge of Twilight                                                   | Fuzzyeyes Studio                                                       | Não lançado                       | por anunciar                    | por anunciar                    | por anunciar                                                                                  | Não       | Sim                     |
| Eight Days                                                         | SCE London Studio                                                      | Não lançado                       | por anunciar                    | por anunciar                    | por anunciar                                                                                  | Sim       | Sim                     |
| The Elder Scrolls IV: Oblivion                                     | Bethesda Game Studios                                                  | - AN: 20 de março de 2007         | 27 de setembro de 2007          | 27 de abril de 2007             | 20 de março de 2007                                                                           | Não       | Não                     |
| The Elder Scrolls IV: Shivering Isles                              | Bethesda Game Studios                                                  | - AN: 20 de novembro de 2007      | Não lançado                     | Não lançado                     | 20 de novembro de 2007                                                                        | Não       | Não                     |
| The Elder Scrolls V: Skyrim                                        | Bethesda Game Studios                                                  | 11 de novembro de 2011            | 8 de dezembro de 2011           | 11 de novembro de 2011          | 11 de novembro de 2011                                                                        | Não       | Sim                     |
| Elveon                                                             | 10Tacle Studios / Climax Group                                         | Não lançado                       | por anunciar                    | por anunciar                    | por anunciar                                                                                  | Não       | Sim                     |
| Enchanted Arms                                                     | From Software                                                          | - JP: 25 de janeiro de 2007       | 25 de janeiro de 2007           | 23 de março de 2007             | 3 de abril de 2007                                                                            | Não       | Não                     |
| Enemy Territory: Quake Wars                                        | Splash Damage / Underground Development                                | - AN: 27 de maio de 2008          | 26 de junho de 2008             | 30 de maio de 2008              | 27 de maio de 2008                                                                            | Não       | Não                     |
| Enslaved: Odyssey to the West                                      | Ninja Theory                                                           | Não lançado                       | 2010                            | 2010                            | 2010                                                                                          | Não       | Não                     |
| Eternal Sonata                                                     | tri-Crescendo                                                          | - JP: 18 de setembro de 2008      | 18 de setembro de 2008          | 28 de novembro de 2008          | 21 de outubro de 2008                                                                         | Não       | Não                     |
| Everybody's Golf 5                                                 | Clap Hanz                                                              | - JP: 26 de julho de 2007         | 26 de julho de 2007             | 26 de março de 2008             | 18 de março de 2008                                                                           | Sim       | Não                     |
| The Eye of Judgment                                                | SCE Japan Studio                                                       | - AN: 23 de outubro de 2007       | 25 de outubro de 2007           | 26 de outubro de 2007           | 23 de outubro de 2007                                                                         | Sim       | Sim                     |
| Eyedentify                                                         | SCE London Studio                                                      | Não lançado                       | por anunciar                    | por anunciar                    | por anunciar                                                                                  | Sim       | Sim                     |
| EyePet                                                             | SCE London Studio                                                      | - EU: 23 de outubro de 2009       | por anunciar                    | 23 de outubro de 2009           | 2010                                                                                          | Sim       | Sim                     |
| F.E.A.R.                                                           | Monolith Productions / Day 1 Studios                                   | - EU: 20 de abril de 2007         | Não lançado                     | 20 de abril de 2007             | 24 de abril de 2007                                                                           | Não       | Não                     |
| F.E.A.R. 2: Project Origin                                         | Monolith Productions                                                   | - AN: 10 de fevereiro de 2009     | por anunciar                    | 13 de fevereiro de 2009         | 10 de fevereiro de 2009                                                                       | Não       | Sim                     |
| F.E.A.R. 3                                                         | Day 1 Studios                                                          | Não lançado                       | por anunciar                    | outubro de 2010                 | outubro de 2010                                                                               | Não       | Sim                     |
| F1 2010                                                            | Codemasters Birmingham                                                 | Não lançado                       | 24 de setembro de 2010          | 24 de setembro de 2010          | 24 de setembro de 2010                                                                        | Não       | Sim                     |
| FaceBreaker                                                        | EA Canada                                                              | - AN: 3 de setembro de 2008       | por anunciar                    | 5 de setembro de 2008           | 3 de setembro de 2008                                                                         | Não       | Não                     |
| Fairytale Fights                                                   | Playlogic Game Factory                                                 | - EU: 23 de outubro de 2009       | por anunciar                    | 23 de outubro de 2009           | 27 de outubro de 2009                                                                         | Não       | Sim                     |
| Faith and a.45                                                     | Deadline Games                                                         | Não lançado                       | por anunciar                    | 2010                            | 2010                                                                                          | Não       | Sim                     |
| Fallout 3                                                          | Bethesda Game Studios                                                  | - AN: 28 de outubro de 2008       | 15 de janeiro de 2009           | 31 de outubro de 2008           | 28 de outubro de 2008                                                                         | Não       | Sim                     |
| Fallout: New Vegas                                                 | Obsidian Entertainment                                                 | - AN: 19 de outubro de 2010       | por anunciar                    | 22 de outubro de 2010           | 19 de outubro de 2010                                                                         | Não       | Sim                     |
| Fantastic Four: Rise of the Silver Surfer                          | 7 Studios / Visual Concepts                                            | 15 de junho de 2007               | Não lançado                     | 15 de junho de 2007             | 15 de junho de 2007                                                                           | Não       | Não                     |
| Far Cry 2                                                          | Ubisoft Montreal                                                       | - AN: 21 de outubro de 2008       | por anunciar                    | 24 de outubro de 2008           | 21 de outubro de 2008                                                                         | Não       | Sim                     |
| Ferrari Challenge: Trofeo Pirelli                                  | Eutechnyx                                                              | - EU: 11 de julho de 2008         | por anunciar                    | 11 de julho de 2008             | 26 de agosto de 2008                                                                          | Não       | Sim                     |
| FIFA 08                                                            | EA Canada                                                              | - EU: 28 de setembro de 2007      | 20 de dezembro de 2007          | 28 de setembro de 2007          | 16 de outubro de 2007                                                                         | Não       | Não                     |
| FIFA 09                                                            | EA Canada                                                              | - EU: 3 de outubro de 2008        | por anunciar                    | 3 de outubro de 2008            | 14 de outubro de 2008                                                                         | Não       | Sim                     |
| FIFA 10                                                            | EA Canada                                                              | - EU: 2 de outubro de 2009        | por anunciar                    | 2 de outubro de 2009            | 20 de outubro de 2009                                                                         | Não       | Sim                     |
| 2010 FIFA World Cup South Africa                                   | EA Canada                                                              | - AN: 27 de abril de 2010         | 13 de maio de 2010              | 30 de abril de 2010             | 27 de abril de 2010                                                                           | Não       | Sim                     |
| FIFA 11                                                            | EA Canada                                                              | Não lançado                       | por anunciar                    | outubro de 2010                 | outubro de 2010                                                                               | Não       | Sim                     |
| FIFA Street 3                                                      | EA Canada                                                              | - AN: 18 de fevereiro de 2008     | 5 de junho de 2008              | 22 de fevereiro de 2008         | 18 de fevereiro de 2008                                                                       | Não       | Não                     |
| The Fight: Lights Out                                              | ColdWood Interactive                                                   | - EU: 5 de novembro de 2010       | 18 de novembro de 2010          | 5 de novembro de 2010           | 9 de novembro de 2010                                                                         | Sim       | Sim                     |
| Fight Night Round 3                                                | EA Canada / EA Chicago                                                 | - AN: 5 de dezembro de 2006       | 15 de março de 2007             | 23 de março de 2007             | 5 de dezembro de 2006                                                                         | Não       | Não                     |
| Fight Night Round 4                                                | EA Canada                                                              | - AN: 23 de junho de 2009         | por anunciar                    | 26 de junho de 2009             | 23 de junho de 2009                                                                           | Não       | Sim                     |
| Final Fantasy Versus XIII                                          | Square Enix                                                            | Não lançado                       | por anunciar                    | por anunciar                    | por anunciar                                                                                  | Sim       | Sim                     |
| Final Fantasy XIII                                                 | Square Enix                                                            | - JP: 17 de dezembro de 2009      | 17 de dezembro de 2009          | 9 de março de 2010              | 9 de março de 2010                                                                            | Não       | Sim                     |
| Final Fantasy XIV                                                  | Square Enix                                                            | Não lançado                       | 2010                            | 2010                            | 2010                                                                                          | Console   | Sim                     |
| Fireburst                                                          | exDream                                                                | Não lançado                       | por anunciar                    | 19 de março de 2010             | 2010                                                                                          | Não       | Sim                     |
| Folklore                                                           | Game Republic                                                          | - JP: 21 de junho de 2007         | 21 de junho de 2007             | 12 de outubro de 2007           | 9 de outubro de 2007                                                                          | Sim       | Não                     |
| Formula One Championship Edition                                   | SCE Studio Liverpool                                                   | - JP: 28 de dezembro de 2006      | 28 de dezembro de 2006          | 23 de março de 2007             | 27 de fevereiro de 2007                                                                       | Sim       | Não                     |
| Fracture                                                           | Day 1 Studios                                                          | - AN: 7 de outubro de 2008        | por anunciar                    | 10 de outubro de 2008           | 7 de outubro de 2008                                                                          | Não       | Não                     |
| Free Realms                                                        | SOE San Diego                                                          | Não lançado                       | por anunciar                    | 2010                            | 2010                                                                                          | Console   | Sim                     |
| Fritz Chess                                                        | Deep Silver                                                            | - EU: 31 de julho de 2009         | por anunciar                    | 31 de julho de 2009             | por anunciar                                                                                  | Não       | Sim                     |
| Front Mission Evolved                                              | Double Helix Games                                                     | Não lançado                       | por anunciar                    | por anunciar                    | 14 de setembro de 2010                                                                        | Não       | Sim                     |
| Fuel                                                               | Asobo Studios                                                          | - AN: 12 de junho de 2009         | 17 de setembro de 2009          | 5 de junho de 2009              | 2 de junho de 2009                                                                            | Não       | Sim                     |
| Full Auto 2: Battlelines                                           | Pseudo Interactive                                                     | - AN: 12 de dezembro de 2006      | Não lançado                     | 23 de março de 2007             | 12 de dezembro de 2006                                                                        | Sim       | Não                     |
| G1 Jockey 4 2007                                                   | Koei                                                                   | - JP: 1 de novembro de 2007       | 1 de novembro de 2007           | Não lançado                     | Não lançado                                                                                   | Sim       | Não                     |
| G1 Jockey 4 2008                                                   | Koei                                                                   | - JP: 18 de setembro de 2008      | 18 de setembro de 2008          | 26 de setembro de 2008          | Não lançado                                                                                   | Sim       | Não                     |
| Genji: Days of the Blade                                           | Game Republic                                                          | - JP: 11 de novembro de 2006      | 11 de novembro de 2006          | 23 de março de 2007             | 17 de novembro de 2006                                                                        | Sim       | Não                     |
| G-Force                                                            | Eurocom                                                                | - AN: 21 de julho de 2009         | por anunciar                    | 31 de julho de 2009             | 21 de julho de 2009                                                                           | Não       | Sim                     |
| Ghostbusters: The Video Game                                       | Terminal Reality / Threewave Software                                  | - AN: 16 de junho de 2009         | por anunciar                    | 19 de junho de 2009             | 16 de junho de 2009                                                                           | Não       | Sim                     |
| G.I. Joe: The Rise of Cobra                                        | Double Helix Games                                                     | - AN: 4 de agosto de 2009         | Não lançado                     | por anunciar                    | 4 de agosto de 2009                                                                           | Não       | Sim                     |
| The Getaway (jogo eletrônico)                                      | Team Soho / SCE London Studio                                          | Não lançado                       | por anunciar                    | por anunciar                    | por anunciar                                                                                  | Sim       | Sim                     |
| The Godfather: The Don's Edition                                   | EA Redwood Shores                                                      | - AN: 21 de março de 2007         | 11 de outubro de 2007           | 23 de março de 2007             | 21 de março de 2007                                                                           | Não       | Não                     |
| The Godfather II                                                   | EA Redwood Shores                                                      | - AN: 7 de abril de 2009          | por anunciar                    | 10 de abril de 2009             | 7 de abril de 2009                                                                            | Não       | Sim                     |
| God of War III                                                     | SCE Santa Monica Studio                                                | - AN: 16 de março de 2010         | 25 de março de 2010             | 19 de março de 2010             | 16 de março de 2010                                                                           | Sim       | Sim                     |
| God of War Collection                                              | SCE Santa Monica Studio / Bluepoint Games                              | - AN: 17 de novembro de 2009      | 18 de março de 2010             | 19 de março de 2010             | 17 de novembro de 2009                                                                        | Sim       | Sim                     |
| God of War Origins Collection                                      | SCE Santa Monica Studio / Bluepoint Games                              | - AN: 17 de novembro de 2009      | 18 de março de 2010             | 19 de março de 2010             | 17 de novembro de 2009                                                                        | Sim       | Sim                     |
| Golden Axe: Beast Rider                                            | Secret Level                                                           | - AN: 14 de outubro de 2008       | por anunciar                    | 17 de outubro de 2008           | 14 de outubro de 2008                                                                         | Não       | Não                     |
| The Golden Compass                                                 | Shiny Entertainment                                                    | - EU: 5 de dezembro de 2007       | 27 de março de 2008             | 5 de dezembro de 2007           | 7 de dezembro de 2007                                                                         | Não       | Não                     |
| Gran Turismo 5                                                     | Polyphony Digital                                                      | Não lançado                       | 2010                            | 2010                            | 2010                                                                                          | Sim       | Sim                     |
| Gran Turismo 5 Prologue                                            | Polyphony Digital                                                      | - JP: 13 de dezembro de 2007      | 13 de dezembro de 2007          | 28 de março de 2008             | 17 de abril de 2008                                                                           | Sim       | Não                     |
| Grand Slam Tennis                                                  | EA Canada                                                              | Não lançado                       | por anunciar                    | 2010                            | 2010                                                                                          | Não       | Sim                     |
| Grand Theft Auto IV                                                | Rockstar North                                                         | 29 de abril de 2008               | 30 de outubro de 2008           | 29 de abril de 2008             | 29 de abril de 2008                                                                           | Não       | Sim                     |
| Grand Theft Auto V                                                 | Rockstar North                                                         | 17 de setembro de 2013            | 10 de outubro de 2013           | 17 de setembro de 2013          | 17 de setembro de 2013                                                                        | Não       | Sim                     |
| Grand Theft Auto: Episodes From Liberty City                       | Rockstar North                                                         | - AN: 13 de abril de 2010         | 3.º trimestre de 2010           | 16 de abril de 2010             | 13 de abril de 2010                                                                           | Não       | Sim                     |
| Green Day: Rock Band                                               | Harmonix / Demiurge Studios                                            | Não lançado                       | por anunciar                    | por anunciar                    | 8 de junho de 2010                                                                            | Não       | Sim                     |
| The Grinder                                                        | High Voltage Software                                                  | Não lançado                       | por anunciar                    | por anunciar                    | Halloween 2011                                                                                | Não       | Sim                     |
| Guitar Hero III: Legends of Rock                                   | Neversoft                                                              | - AN: 29 de outubro de 2007       | Não lançado                     | 23 de novembro de 2007          | 29 de novembro de 2007                                                                        | Não       | Não                     |
| Guitar Hero World Tour                                             | Neversoft                                                              | - AN: 26 de outubro de 2008       | Não lançado                     | 7 de novembro de 2008           | 26 de outubro de 2008                                                                         | Não       | Não                     |
| Guitar Hero 5                                                      | Neversoft                                                              | - AN: 1 de setembro de 2009       | Não lançado                     | 11 de setembro de 2009          | 1 de setembro de 2009                                                                         | Não       | Sim                     |
| Guitar Hero: Aerosmith                                             | Neversoft                                                              | - EU: 27 de junho de 2008         | Não lançado                     | 27 de junho de 2008             | 29 de junho de 2008                                                                           | Não       | Não                     |
| Guitar Hero: Metallica                                             | Neversoft                                                              | - AN: 29 de março de 2009         | Não lançado                     | 29 de maio de 2009              | 29 de março de 2009                                                                           | Não       | Sim                     |
| Guitar Hero Smash Hits                                             | Beenox                                                                 | - AN: 26 de junho de 2009         | Não lançado                     | 26 de junho de 2009             | 16 de junho de 2009                                                                           | Não       | Sim                     |
| Guitar Hero: Van Halen                                             | Underground Development / Neversoft / Budcat Creations                 | - AN: 22 de dezembro de 2009      | Não lançado                     | 19 de fevereiro de 2010         | 22 de dezembro de 2009                                                                        | Não       | Sim                     |
| Guitar Hero: Warriors of Rock                                      | Neversoft                                                              | - EU: 24 de setembro de 2010      | Não lançado                     | 24 de setembro de 2010          | 28 de setembro de 2010                                                                        | Não       | Sim                     |
| Hail to the Chimp                                                  | Wideload Games                                                         | - AN: 1 de julho de 2008          | por anunciar                    | 17 de outubro de 2008           | 1 de julho de 2008                                                                            | Não       | Não                     |
| Half-Life 2: Episode Three                                         | Valve Corporation                                                      | Não lançado                       | por anunciar                    | por anunciar                    | por anunciar                                                                                  | Não       | Sim                     |
| Hannah Montana: The Movie                                          | n-Space                                                                | - AN: 7 de abril de 2009          | Não lançado                     | 8 de maio de 2009               | 7 de abril de 2009                                                                            | Não       | Sim                     |
| Harry Potter and the Deathly Hallows: Part I                       | EA Bright Light Studio                                                 | Não lançado                       | por anunciar                    | novembro de 2010                | novembro de 2010                                                                              | Não       | Sim                     |
| Harry Potter and the Deathly Hallows: Part II                      | EA Bright Light Studio                                                 | Não lançado                       | por anunciar                    | julho de 2011                   | julho de 2011                                                                                 | Não       | Sim                     |
| Harry Potter and the Half-Blood Prince                             | EA Bright Light Studio                                                 | - AN: 30 de junho de 2009         | por anunciar                    | 3 de julho de 2009              | 30 de junho de 2009                                                                           | Não       | Sim                     |
| Harry Potter and the Order of the Phoenix                          | EA UK                                                                  | - AN: 25 de junho de 2007         | 22 de novembro de 2007          | 28 de junho de 2007             | 25 de junho de 2007                                                                           | Não       | Não                     |
| Haze                                                               | Free Radical Design                                                    | - AN: 20 de maio de 2008          | 22 de maio de 2008              | 23 de maio de 2008              | 20 de maio de 2008                                                                            | Sim       | Não                     |
| Heat                                                               | Gearbox Software                                                       | Não lançado                       | por anunciar                    | por anunciar                    | por anunciar                                                                                  | Não       | Sim                     |
| Heavenly Sword                                                     | Ninja Theory                                                           | - AN: 12 de setembro de 2007      | 15 de novembro de 2007          | 14 de setembro de 2007          | 12 de setembro de 2007                                                                        | Sim       | Não                     |
| Heavy Rain                                                         | Quantic Dream                                                          | - JP: 18 de fevereiro de 2010     | 18 de fevereiro de 2010         | 24 de fevereiro de 2010         | 23 de fevereiro de 2010                                                                       | Sim       | Sim                     |
| Hellboy: The Science of Evil                                       | Krome Studios                                                          | - AN: 24 de junho de 2008         | por anunciar                    | 1 de agosto de 2008             | 24 de junho de 2008                                                                           | Não       | Não                     |
| Heroes Over Europe                                                 | Transmission Games                                                     | - AN: 14 de setembro de 2009      | por anunciar                    | 18 de setembro de 2009          | 14 de setembro de 2009                                                                        | Não       | Sim                     |
| Highlander: The Game                                               | Widescreen Games                                                       | Não lançado                       | 2010                            | 2010                            | 2010                                                                                          | Não       | Sim                     |
| The History Channel: Battle for the Pacific                        | Magic Wand Productions                                                 | - AN: 19 de fevereiro de 2008     | Não lançado                     | 11 de abril de 2008             | 19 de fevereiro de 2008                                                                       | Não       | Não                     |
| History Civil War: Secret Missions                                 | Cauldron HQ                                                            | - AN: 4 de novembro de 2008       | por anunciar                    | por anunciar                    | 4 de novembro de 2008                                                                         | Não       | Não                     |
| History Great Battles: Medieval                                    | Slitherine Software                                                    | - EU: 19 de fevereiro de 2010     | por anunciar                    | 19 de fevereiro de 2010         | por anunciar                                                                                  | Não       | Sim                     |
| Hokuto Muso                                                        | Koei                                                                   | Não lançado                       | 25 de março de 2010             | Verão 2010 - Hemisfério norte   | por anunciar                                                                                  | Não       | Sim                     |
| HHomefront                                                         | Kaos Studios                                                           | Não lançado                       | por anunciar                    | por anunciar                    | por anunciar                                                                                  | Não       | Sim                     |
| How to Train Your Dragon                                           | Étranges Libellules                                                    | - AN: 23 de março de 2010         | por anunciar                    | 26 de março de 2010             | 23 de março de 2010                                                                           | Não       | Sim                     |
| I Am Alive                                                         | Darkworks / Ubisoft Shanghai                                           | Não lançado                       | por anunciar                    | 2010                            | 2010                                                                                          | Não       | Sim                     |
| Ice Age: Dawn of the Dinosaurs                                     | Eurocom                                                                | - EU: 24 de junho de 2009         | por anunciar                    | 24 de junho de 2009             | 30 de junho de 2009                                                                           | Não       | Sim                     |
| IL-2 Sturmovik: Birds of Prey                                      | Gaijin Entertainment                                                   | - EU: 4 de setembro de 2009       | por anunciar                    | 4 de setembro de 2009           | 8 de setembro de 2009                                                                         | Não       | Sim                     |
| Imabikiso                                                          | Chunsoft                                                               | - JP: 25 de outubro de 2007       | 25 de outubro de 2007           | Não lançado                     | Não lançado                                                                                   | Sim       | Não                     |
| The Incredible Hulk                                                | Edge of Reality                                                        | - AN: 5 de junho de 2008          | por anunciar                    | 20 de junho de 2008             | 5 de junho de 2008                                                                            | Não       | Não                     |
| inFamous                                                           | Sucker Punch Productions                                               | - AN: 26 de maio de 2009          | por anunciar                    | 29 de maio de 2009              | 26 de maio de 2009                                                                            | Sim       | Sim                     |
| Infamous 2                                                         | Sucker Punch Productions                                               | Não lançado                       | por anunciar                    | por anunciar                    | por anunciar                                                                                  | Sim       | Sim                     |
| Initial D Extreme Stage                                            | Sega Rosso                                                             | - JP: 3 de julho de 2008          | 3 de julho de 2008              | Não lançado                     | Não lançado                                                                                   | Sim       | Não                     |
| Interstellar Marines                                               | Zero Point Software                                                    | Não lançado                       | por anunciar                    | por anunciar                    | por anunciar                                                                                  | Não       | Sim                     |
| Iron Man                                                           | Secret Level                                                           | 2 de maio de 2008                 | por anunciar                    | 2 de maio de 2008               | 2 de maio de 2008                                                                             | Não       | Não                     |
| Iron Man 2                                                         | Sega                                                                   | - AN: 4 de maio de 2010           | por anunciar                    | por anunciar                    | 4 de maio de 2010                                                                             | Não       | Sim                     |
| John Carpenter's Psychopath                                        | Titan Productions                                                      | Não lançado                       | por anunciar                    | 2010                            | 2010                                                                                          | Não       | Sim                     |
| John Woo Presents: Stranglehold                                    | Midway Chicago                                                         | - AN: 29 de outubro de 2007       | Não lançado                     | 30 de novembro de 2007          | 29 de outubro de 2007                                                                         | Não       | Não                     |
| Journey (jogo de vídeo)                                            | Thatgamecompany                                                        | - AN: 13 de março de 2012         | 15 de março de 2012             | 14 de março de 2012             | 13 de março de 2012                                                                           | Sim       | Sim                     |
| Janline R                                                          | Recom                                                                  | - JP: 6 de agosto de 2009         | 6 de agosto de 2009             | por anunciar                    | por anunciar                                                                                  | Sim       | Sim                     |
| Juiced 2: Hot Import Nights                                        | Juice Games / Paradigm Entertainment                                   | - AN: 22 de outubro de 2007       | 24 de janeiro de 2008           | 26 de outubro de 2007           | 22 de outubro de 2007                                                                         | Não       | Não                     |
| Jurassic: The Hunted                                               | Cauldron HQ                                                            | - AN: 3 de novembro de 2009       | por anunciar                    | por anunciar                    | 3 de novembro de 2009                                                                         | Não       | Sim                     |
| Just Cause 2                                                       | Avalanche Studios                                                      | - AN: 23 de março de 2010         | por anunciar                    | 26 de março de 2010             | 23 de março de 2010                                                                           | Não       | Sim                     |
| Kane & Lynch: Dead Men                                             | IO Interactive                                                         | - AN: 13 de novembro de 2007      | 10 de julho de 2008             | 23 de novembro de 2007          | 13 de novembro de 2007                                                                        | Não       | Não                     |
| Kane & Lynch 2: Dog Days                                           | IO Interactive                                                         | Não lançado                       | por anunciar                    | 2010                            | 2010                                                                                          | Não       | Sim                     |
| Karaoke Revolution                                                 | Blitz Games                                                            | - AN: 24 de novembro de 2009      | por anunciar                    | por anunciar                    | 24 de novembro de 2009                                                                        | Não       | Sim                     |
| Karaoke Revolution Presents: American Idol Encore                  | Blitz Games                                                            | - AN: 4 de março de 2008          | Não lançado                     | Não lançado                     | 4 de março de 2008                                                                            | Não       | Não                     |
| Karaoke Revolution Presents: American Idol Encore 2                | Blitz Games                                                            | - AN: 18 de novembro de 2008      | Não lançado                     | Não lançado                     | 18 de novembro de 2008                                                                        | Não       | Não                     |
| Katamari Forever                                                   | Namco Bandai                                                           | - JP: 23 de julho de 2009         | 23 de julho de 2009             | setembro de 2009                | 22 de setembro de 2009                                                                        | Sim       | Sim                     |
| Killzone 2                                                         | Guerrilla Games                                                        | - EU: 25 de fevereiro de 2009     | por anunciar                    | 25 de fevereiro de 2009         | 27 de fevereiro de 2009                                                                       | Sim       | Sim                     |
| Killzone 3                                                         | Guerrilla Games                                                        | - EU: 22 de fevereiro de 2011     | 24 de fevereiro de 2011         | 25 de fevereiro de 2011         | 22 de fevereiro de 2011                                                                       | Sim       | Sim                     |
| The King of Fighters XII                                           | SNK Playmore                                                           | 28 de julho de 2009               | 28 de julho de 2009             | 28 de julho de 2009             | 28 de julho de 2009                                                                           | Não       | Sim                     |
| Knights Contract                                                   | Namco Bandai                                                           | Não lançado                       | por anunciar                    | por anunciar                    | 2011                                                                                          | Não       | Sim                     |
| Kung Fu Panda                                                      | Luxoflux                                                               | - AN: 3 de junho de 2008          | 24 de julho de 2008             | 27 de junho de 2008             | 3 de junho de 2008                                                                            | Não       | Não                     |
| Kurayami                                                           | Grasshopper Manufacture                                                | Não lançado                       | por anunciar                    | por anunciar                    | por anunciar                                                                                  | Sim       | Sim                     |
| L.A. Noire                                                         | Team Bondi                                                             | Não lançado                       | por anunciar                    | por anunciar                    | 2010                                                                                          | Não       | Sim                     |
| Lair                                                               | Factor 5                                                               | - AN: 30 de agosto de 2007        | 11 de outubro de 2007           | 16 de novembro de 2007          | 30 de agosto de 2007                                                                          | Sim       | Não                     |
| The Last Guardian                                                  | Team Ico                                                               | Não lançado                       | 2010                            | 2010                            | 2010                                                                                          | Sim       | Sim                     |
| Last Rebellion                                                     | Hit Maker                                                              | - JP: 28 de janeiro de 2010       | 28 de janeiro de 2010           | 26 de março de 2010             | 23 de fevereiro de 2010                                                                       | Sim       | Sim                     |
| The Last Remnant                                                   | Square Enix                                                            | Não lançado                       | por anunciar                    | por anunciar                    | por anunciar                                                                                  | Não       | Sim                     |
| Legendary                                                          | Spark Unlimited                                                        | - AN: 31 de outubro de 2008       | por anunciar                    | 31 de outubro de 2008           | 4 de novembro de 2008                                                                         | Não       | Não                     |
| The Legend of Spyro: Dawn of the Dragon                            | Étranges Libellules                                                    | - AN: 21 de outubro de 2008       | por anunciar                    | 28 de novembro de 2008          | 21 de outubro de 2008                                                                         | Não       | Não                     |
| Lego Batman 2: DC Super Heroes                                     | Traveller's Tales                                                      | - AN: 19 de junho de 2012         | por anunciar                    | 6 de outubro de 2012            | 1910/2012/ de O primeiro parâmetro é necessário, mas foi fornecido incorretamente! de {{{3}}} | Não       | Não                     |
| Lego Harry Potter: Years 1–4                                       | Traveller's Tales                                                      | Não lançado                       | por anunciar                    | 25 de junho de 2010             | 29 de junho de 2010                                                                           | Não       | Sim                     |
| Lego Indiana Jones: The Original Adventures                        | Traveller's Tales                                                      | - AN: 3 de junho de 2008          | por anunciar                    | 6 de junho de 2008              | 3 de junho de 2008                                                                            | Não       | Não                     |
| Lego Indiana Jones 2: The Adventure Continues                      | Traveller's Tales                                                      | - AN: 17 de novembro de 2009      | por anunciar                    | 20 de novembro de 2009          | 17 de novembro de 2009                                                                        | Não       | Sim                     |
| Lego Rock Band                                                     | Harmonix / Traveller's Tales                                           | - AN: 3 de novembro de 2009       | Não lançado                     | 27 de novembro de 2009          | 3 de outubro de 2009                                                                          | Não       | Sim                     |
| Lego Star Wars: The Complete Saga                                  | Traveller's Tales                                                      | - AN: 6 de novembro de 2007       | 7 de março de 2008              | 9 de novembro de 2007           | 6 de novembro de 2007                                                                         | Não       | Não                     |
| Lego Star Wars III: The Clone Wars                                 | Traveller's Tales                                                      | Não lançado                       | por anunciar                    | 4.º trimestre de 2010           | 4.º trimestre de 2010                                                                         | Não       | Sim                     |
| Leisure Suit Larry: Box Office Bust                                | Team17 Software                                                        | - EU: 24 de abril de 2009         | por anunciar                    | 24 de abril de 2009             | 5 de maio de 2009                                                                             | Não       | Sim                     |
| LittleBigPlanet                                                    | Media Molecule                                                         | - AN: 27 de outubro de 2008       | 30 de outubro de 2008           | 5 de novembro de 2008           | 27 de outubro de 2008                                                                         | Sim       | Sim                     |
| LittleBigPlanet 2                                                  | Media Molecule                                                         | Não lançado                       | por anunciar                    | Inverno 2010 - Hemisfério norte | Inverno 2010 - Hemisfério norte                                                               | Sim       | Sim                     |
| The Lord of the Rings: Aragorn's Quest                             | TT Fusion / Headstrong Games                                           | Não lançado                       | por anunciar                    | por anunciar                    | Outono 2010 - Hemisfério norte                                                                | Não       | Sim                     |
| The Lord of the Rings: Conquest                                    | Pandemic Studios                                                       | - AN: 13 de janeiro de 2009       | por anunciar                    | 16 de janeiro de 2009           | 13 de janeiro de 2009                                                                         | Não       | Sim                     |
| The Lord of the Rings: War in the North                            | Snowblind Studios                                                      | Não lançado                       | por anunciar                    | por anunciar                    | 2011                                                                                          | Não       | Sim                     |
| Capcom / K2 LLC                                                    | - JP: 21 de fevereiro de 2008                                          | 21 de fevereiro de 2008           | 29 de fevereiro de 2008         | 26 de fevereiro de 2008         | Não                                                                                           | Não       |                         |
| Lost Planet 2                                                      | Capcom                                                                 | 11 de maio de 2010                | 20 de maio de 2010              | 11 de maio de 2010              | 11 de maio de 2010                                                                            | Não       | Sim                     |
| Lost: Via Domus                                                    | Ubisoft Montreal                                                       | - AN: 26 de fevereiro de 2008     | Não lançado                     | 29 de fevereiro de 2008         | 26 de fevereiro de 2008                                                                       | Não       | Não                     |
| Lucha Libre AAA 2010: Héroes del Ring                              | Immersion Software & Graphics                                          | Não lançado                       | por anunciar                    | por anunciar                    | por anunciar                                                                                  | Não       | Sim                     |
| Madagascar: Escape 2 Africa                                        | Toys For Bob                                                           | - AN: 4 de novembro de 2008       | por anunciar                    | 28 de novembro de 2008          | 4 de novembro de 2008                                                                         | Não       | Não                     |
| Madagascar Kartz                                                   | Sidhe                                                                  | - AN: 27 de outubro de 2009       | 2010                            | 6 de outubro de 2009            | 27 de outubro de 2009                                                                         | Não       | Sim                     |
| Madden NFL 07                                                      | EA Tiburon                                                             | - AN: 17 de novembro de 2006      | 26 de abril de 2007             | 30 de julho de 2007             | 17 de novembro de 2006                                                                        | Não       | Não                     |
| Madden NFL 08                                                      | EA Tiburon                                                             | - AN: 14 de agosto de 2007        | Não lançado                     | 5 de outubro de 2007            | 14 de agosto de 2007                                                                          | Não       | Não                     |
| Madden NFL 09                                                      | EA Tiburon                                                             | - AN: 12 de agosto de 2008        | 25 de setembro de 2008          | 15 de agosto de 2008            | 12 de agosto de 2008                                                                          | Não       | Não                     |
| Madden NFL 10                                                      | EA Tiburon                                                             | - AN: 14 de agosto de 2009        | por anunciar                    | 18 de agosto de 2009            | 14 de agosto de 2009                                                                          | Não       | Sim                     |
| Madden NFL 11                                                      | EA Tiburon                                                             | Não lançado                       | por anunciar                    | agosto de 2010                  | 10 de agosto de 2010                                                                          | Não       | Sim                     |
| Mafia II                                                           | 2K Czech                                                               | Não lançado                       | 2010                            | 27 de agosto de 2010            | 24 de agosto de 2010                                                                          | Não       | Sim                     |
| MAG                                                                | Zipper Interactive                                                     | - JP: 26 de janeiro de 2010       | por anunciar                    | 29 de janeiro de 2010           | 26 de janeiro de 2010                                                                         | Sim       | Sim                     |
| Mahjong Kakutou Club                                               | Konami                                                                 | - JP: 16 de novembro de 2006      | 16 de novembro de 2006          | Não lançado                     | Não lançado                                                                                   | Sim       | Não                     |
| Mahjong Taikai IV                                                  | Koei                                                                   | - JP: 22 de novembro de 2006      | 22 de novembro de 2006          | Não lançado                     | Não lançado                                                                                   | Sim       | Não                     |
| Majin and the Forsaken Kingdom                                     | Game Republic                                                          | Não lançado                       | 2010                            | por anunciar                    | 3.º trimestre de 2010                                                                         | Não       | Sim                     |
| Major League Baseball 2K7                                          | Kush Games                                                             | - AN: 26 de fevereiro de 2007     | Não lançado                     | Não lançado                     | 26 de fevereiro de 2007                                                                       | Não       | Não                     |
| Major League Baseball 2K8                                          | Kush Games                                                             | - AN: 4 de março de 2008          | Não lançado                     | Não lançado                     | 4 de março de 2008                                                                            | Não       | Não                     |
| Major League Baseball 2K9                                          | Visual Concepts                                                        | - AN: 3 de março de 2009          | 9 de julho de 2009              | Não lançado                     | 3 de março de 2009                                                                            | Não       | Sim                     |
| Major League Baseball 2K10                                         | Visual Concepts                                                        | - AN: 2 de março de 2010          | por anunciar                    | Não lançado                     | 2 de março de 2010                                                                            | Não       | Sim                     |
| Makai Wars                                                         | Nippon Ichi Software                                                   | Não lançado                       | por anunciar                    | por anunciar                    | por anunciar                                                                                  | Sim       | Sim                     |
| Mars                                                               | Spiders                                                                | Não lançado                       | por anunciar                    | por anunciar                    | por anunciar                                                                                  | Não       | Sim                     |
| Marvel: Ultimate Alliance                                          | Raven Software                                                         | - AN: 17 de novembro de 2006      | 17 de maio de 2007              | 23 de março de 2007             | 17 de novembro de 2006                                                                        | Não       | Não                     |
| Marvel: Ultimate Alliance 2                                        | Vicarious Visions                                                      | - AN: 15 de setembro de 2009      | por anunciar                    | 25 de setembro de 2009          | 15 de setembro de 2009                                                                        | Não       | Sim                     |
| Marvel vs. Capcom 3: Fate of Two Worlds                            | Capcom                                                                 | - AN: 15 de fevereiro de 2011     | 17 de fevereiro de 2011         | 18 de fevereiro de 2011         | 15 de fevereiro de 2011                                                                       | Não       | Sim                     |
| Mass Effect 2                                                      | Bioware / Electronic Arts                                              | - AN: 18 de janeiro de 2011       | por anunciar                    | 21 de janeiro de 2011           | 18 de janeiro de 2011                                                                         | Não       | Sim                     |
| Mass Effect 3                                                      | Bioware / Electronic Arts                                              | Não lançado                       | por anunciar                    | 2011                            | 2011                                                                                          | Não       | Sim                     |
| Max Payne 3                                                        | Rockstar Vancouver                                                     | Não lançado                       | por anunciar                    | 2010                            | 2010                                                                                          | Não       | Sim                     |
| Medal of Honor                                                     | EA Los Angeles / DICE                                                  | Não lançado                       | 2010                            | 2010                            | 2010                                                                                          | Não       | Sim                     |
| Medal of Honor: Airborne                                           | EA Los Angeles                                                         | - AN: 19 de novembro de 2007      | 20 de dezembro de 2007          | 12 de dezembro de 2007          | 19 de novembro de 2007                                                                        | Não       | Não                     |
| Megazone 23: Aoi Garland                                           | Compile Heart                                                          | - JP: 13 de setembro de 20        | 13 de setembro de 2007          | Não lançado                     | Não lançado                                                                                   | Sim       | Não                     |
| Mercenaries 2: World in Flames                                     | Pandemic Studios                                                       | - AN: 31 de agosto de 2008        | 30 de novembro de 2008          | 5 de setembro de 2008           | 31 de agosto de 2008                                                                          | Não       | Sim                     |
| Metal Gear Online                                                  | Kojima Productions                                                     | - JP: 17 de julho de 2008         | 17 de julho de 2008             | Não lançado                     | Não lançado                                                                                   | Sim       | Não                     |
| Metal Gear Solid 4: Guns of the Patriots                           | Kojima Productions                                                     | 12 de junho de 2008               | 12 de junho de 2008             | 12 de junho de 2008             | 12 de junho de 2008                                                                           | Sim       | Não                     |
| Metal Gear Solid: Rising                                           | Kojima Productions                                                     | Não lançado                       | por anunciar                    | por anunciar                    | por anunciar                                                                                  | Não       | Sim                     |
| Midnight Club: Los Angeles                                         | Rockstar San Diego                                                     | - AN: 21 de outubro de 2008       | por anunciar                    | 24 de outubro de 2008           | 21 de outubro de 2008                                                                         | Não       | Sim                     |
| Mini Ninjas                                                        | IO Interactive                                                         | - AN: 8 de setembro de 2009       | por anunciar                    | 11 de setembro de 2009          | 8 de setembro de 2009                                                                         | Não       | Sim                     |
| Mirror's Edge                                                      | DICE                                                                   | - AN: 11 de novembro de 2008      | por anunciar                    | 13 de novembro de 2008          | 11 de novembro de 2008                                                                        | Não       | Sim                     |
| Mist of Chaos                                                      | Idea Factory / Neverland Co.                                           | - JP: 22 de março de 2007         | 22 de março de 2007             | Não lançado                     | Não lançado                                                                                   | Sim       | Não                     |
| MLB 07: The Show                                                   | SCE San Diego Studio                                                   | - AN: 15 de maio de 2007          | Não lançado                     | Não lançado                     | 15 de maio de 2007                                                                            | Sim       | Não                     |
| MLB 08: The Show                                                   | SCE San Diego Studio                                                   | - AN: 4 de março de 2008          | Não lançado                     | Não lançado                     | 4 de março de 2008                                                                            | Sim       | Não                     |
| MLB 09: The Show                                                   | SCE San Diego Studio                                                   | - AN: 3 de março de 2009          | Não lançado                     | Não lançado                     | 3 de março de 2009                                                                            | Sim       | Sim                     |
| MLB 10: The Show                                                   | SCE San Diego Studio                                                   | - AN: 2 de março de 2010          | Não lançado                     | Não lançado                     | 2 de março de 2010                                                                            | Sim       | Sim                     |
| MLB Front Office Manager                                           | Blue Castle Games                                                      | - AN: 26 de janeiro de 2009       | Não lançado                     | Não lançado                     | 26 de janeiro de 2009                                                                         | Não       | Não                     |
| Mobile Suit Gundam: Crossfire                                      | Namco Bandai                                                           | - JP: 11 de novembro de 2006      | 11 de novembro de 2006          | 23 de março de 2007             | 13 de novembro de 2006                                                                        | Sim       | Não                     |
| Mobile Suit Gundam Battlefield Record U.C. 0081                    | Namco Bandai                                                           | - JP: 3 de setembro de 2009       | 3 de setembro de 2009           | por anunciar                    | por anunciar                                                                                  | Sim       | Sim                     |
| ModNation Racers                                                   | United Front Games / SCE San Diego Studio                              | - EU: 21 de maio de 2010          | 2010                            | 21 de maio de 2010              | 25 de maio de 2010                                                                            | Sim       | Sim                     |
| Monopoly                                                           | EA Casual Entertainment                                                | - AN: 28 de abril de 2011         | por anunciar                    | 24 de outubro de 2008           | 21 de outubro de 2008                                                                         | Não       | Não                     |
| Monster Madness: Grave Danger                                      | Psyonix Studios / Immersion Games                                      | - AN: 5 de agosto de 2008         | por anunciar                    | 5 de setembro de 2008           | 5 de agosto de 2008                                                                           | Sim       | Não                     |
| Monsters vs. Aliens                                                | Beenox / Amaze Entertainment                                           | - AN: 24 de março de 2009         | por anunciar                    | 27 de março de 2009             | 24 de março de 2009                                                                           | Não       | Sim                     |
| Mortal Kombat                                                      | NetherRealm Studios                                                    | - AN: 28 de outubro de 2011       | por anunciar                    | 2011                            | 2011                                                                                          | Não       | Sim                     |
| Mortal Kombat vs. DC Universe                                      | Midway Games                                                           | - AN: 16 de novembro de 2008      | por anunciar                    | 21 de novembro de 2008          | 16 de novembro de 2008                                                                        | Não       | Sim                     |
| MotoGP '08                                                         | Milestone                                                              | - EU: 24 de outubro de 2008       | por anunciar                    | 24 de outubro de 2008           | 28 de outubro de 2008                                                                         | Não       | Não                     |
| MotoGP 09/10                                                       | Monumental Games                                                       | - EU: 19 de março de 2010         | por anunciar                    | 19 de março de 2010             | 23 de março de 2010                                                                           | Não       | Sim                     |
| MotorStorm                                                         | Evolution Studios                                                      | - JP: 14 de dezembro de 2006      | 14 de dezembro de 2006          | 23 de março de 2007             | 6 de março de 2007                                                                            | Sim       | Não                     |
| MotorStorm: Apocalypse                                             | Evolution Studios                                                      | Não lançado                       | 2011                            | 2011                            | 2011                                                                                          | Sim       | Sim                     |
| MotorStorm: Pacific Rift                                           | Evolution Studios                                                      | - AN: 28 de outubro de 2008       | 31 de outubro de 2008           | 7 de novembro de 2008           | 28 de outubro de 2008                                                                         | Sim       | Sim                     |
| Mr. T: The Videogame                                               | ZootFly                                                                | Não lançado                       | por anunciar                    | por anunciar                    | por anunciar                                                                                  | Não       | Sim                     |
| MX vs. ATV: Untamed                                                | Rainbow Studios                                                        | - AN: 17 de dezembro de 2007      | Não lançado                     | 7 de março de 2008              | 17 de dezembro de 2007                                                                        | Não       | Não                     |
| MX vs. ATV Reflex                                                  | Rainbow Studios                                                        | - AN: 1 de dezembro de 2009       | por anunciar                    | 2010                            | 1 de dezembro de 2009                                                                         | Não       | Sim                     |
| MySims SkyHeroes                                                   | Electronic Arts                                                        | Não lançado                       | por anunciar                    | 2010                            | 2010                                                                                          | Não       | Sim                     |
| Naruto: Ultimate Ninja Storm                                       | CyberConnect2                                                          | - AN: 4 de novembro de 2008       | 15 de janeiro de 2009           | 7 de novembro de 2008           | 4 de novembro de 2008                                                                         | Sim       | Não                     |
| Naruto Shippuden: Ultimate Ninja Storm 2                           | CyberConnect2                                                          | 15 de outubro de 2010             | 21 de novembro de 2010          | 19 de novembro de 2010          | 19 de novembro de 2010                                                                        | Não       | Sim                     |
| Naruto Shippuden: Ultimate Ninja Storm Generation                  | CyberConnect2                                                          | Não lançado                       | 23 de fevereiro de 2012         | 23 de fevereiro de 2012         | 30 de março de 2012                                                                           | Não       | Sim                     |
| NASCAR 08                                                          | EA Tiburon                                                             | - AN: 23 de julho de 2007         | Não lançado                     | 10 de agosto de 2007            | 23 de julho de 2007                                                                           | Não       | Não                     |
| NASCAR 09                                                          | EA Tiburon                                                             | - AN: 10 de junho de 2008         | Não lançado                     | 27 de junho de 2008             | 10 de junho de 2008                                                                           | Não       | Não                     |
| Naughty Bear                                                       | Artificial Mind and Movement                                           | Não lançado                       | Não lançado                     | por anunciar                    | 2010                                                                                          | Não       | Sim                     |
| NBA 07                                                             | SCE San Diego Studio                                                   | - AN: 17 de novembro de 2006      | 7 de janeiro de 2007            | Não lançado                     | 17 de novembro de 2006                                                                        | Sim       | Não                     |
| NBA 08                                                             | SCE San Diego Studio                                                   | - AN: 12 de outubro de 2007       | Não lançado                     | 15 de fevereiro de 2008         | 12 de outubro de 2007                                                                         | Sim       | Não                     |
| NBA 09: The Inside                                                 | SCE San Diego Studio                                                   | - AN: 7 de outubro de 2008        | Não lançado                     | Não lançado                     | 7 de outubro de 2008                                                                          | Sim       | Sim                     |
| NBA 2K7                                                            | Visual Concepts / Kush Games                                           | - AN: 17 de novembro de 2006      | Não lançado                     | 27 de abril de 2007             | 17 de novembro de 2006                                                                        | Não       | Não                     |
| NBA 2K8                                                            | Visual Concepts / Kush Games                                           | - AN: 2 de outubro de 2007        | 7 de agosto de 2008             | 23 de novembro de 2007          | 2 de outubro de 2007                                                                          | Não       | Não                     |
| NBA 2K9                                                            | Visual Concepts / Kush Games                                           | - AN: 7 de outubro de 2008        | 26 de março de 2009             | 10 de outubro de 2008           | 7 de outubro de 2008                                                                          | Não       | Não                     |
| NBA 2K10                                                           | Visual Concepts / Kush Games                                           | 6 de outubro de 2008              | 15 de outubro de 2009           | 6 de outubro de 2009            | 6 de outubro de 2009                                                                          | Não       | Sim                     |
| NBA 2K11                                                           | Visual Concepts / Kush Games                                           | Não lançado                       | outubro de 2010                 | outubro de 2010                 | outubro de 2010                                                                               | Não       | Sim                     |
| NBA Ballers: Chosen One                                            | Midway Games                                                           | - AN: 25 de abril de 2008         | Não lançado                     | Não lançado                     | 25 de abril de 2008                                                                           | Não       | Não                     |
| NBA Elite 11                                                       | EA Canada                                                              | Não lançado                       | novembro de 2010                | outubro de 2010                 | outubro de 2010                                                                               | Não       | Sim                     |
| NBA Live 08                                                        | EA Canada                                                              | - AN: 2 de outubro de 2007        | 8 de novembro de 2007           | 26 de outubro de 2007           | 2 de outubro de 2007                                                                          | Não       | Não                     |
| NBA Live 09                                                        | EA Canada                                                              | - AN: 7 de outubro de 2008        | 23 de outubro de 2008           | 10 de outubro de 2008           | 7 de outubro de 2008                                                                          | Não       | Não                     |
| NBA Live 10                                                        | EA Canada                                                              | - AN: 6 de outubro de 2009        | 5 de novembro de 2009           | 9 de outubro de 2009            | 6 de outubro de 2009                                                                          | Não       | Sim                     |
| NBA Street: Homecourt                                              | EA Canada                                                              | - AN: 8 de março de 2007          | 24 de maio de 2007              | 23 de março de 2007             | 8 de março de 2007                                                                            | Não       | Não                     |
| NCAA Basketball 09                                                 | EA Canada                                                              | - AN: 17 de novembro de 2008      | Não lançado                     | Não lançado                     | 17 de novembro de 2008                                                                        | Não       | Não                     |
| NCAA Basketball 10                                                 | EA Canada                                                              | - AN: 18 de novembro de 2009      | Não lançado                     | Não lançado                     | 18 de novembro de 2009                                                                        | Não       | Sim                     |
| NCAA Football 08                                                   | EA Tiburon                                                             | - AN: 17 de julho de 2007         | Não lançado                     | Não lançado                     | 17 de julho de 2007                                                                           | Não       | Não                     |
| NCAA Football 09                                                   | EA Tiburon                                                             | - AN: 15 de julho de 2008         | Não lançado                     | Não lançado                     | 15 de julho de 2008                                                                           | Não       | Não                     |
| NCAA Football 10                                                   | EA Tiburon                                                             | - AN: 14 de julho de 2009         | Não lançado                     | Não lançado                     | 14 de julho de 2009                                                                           | Não       | Sim                     |
| NCAA Football 11                                                   | EA Tiburon                                                             | Não lançado                       | por anunciar                    | por anunciar                    | 13 de julho de 2010                                                                           | Não       | Sim                     |
| NCAA March Madness 08                                              | EA Canada                                                              | - AN: 11 de dezembro de 2007      | Não lançado                     | Não lançado                     | 11 de dezembro de 2007                                                                        | Não       | Não                     |
| Need for Speed: Carbon                                             | EA Black Box                                                           | - AN: 17 de novembro de 2006      | 21 de dezembro de 2006          | 23 de março de 2007             | 17 de novembro de 2006                                                                        | Não       | Não                     |
| Need for Speed: ProStreet                                          | EA Black Box                                                           | - AN: 13 de novembro de 2007      | 31 de janeiro de 2008           | 23 de novembro de 2007          | 13 de novembro de 2007                                                                        | Não       | Não                     |
| Need for Speed: Shift                                              | Slightly Mad Studios                                                   | - AN: 15 de setembro de 2009      | por anunciar                    | 17 de setembro de 2009          | 15 de setembro de 2009                                                                        | Não       | Sim                     |
| Need for Speed: Undercover                                         | EA Black Box                                                           | - AN: 18 de novembro de 2008      | por anunciar                    | 21 de novembro de 2008          | 18 de novembro de 2008                                                                        | Não       | Sim                     |
| NFL Head Coach 09                                                  | EA Tiburon                                                             | - AN: 3 de setembro de 2008       | Não lançado                     | Não lançado                     | 3 de setembro de 2008                                                                         | Não       | Não                     |
| NFL Tour                                                           | EA Tiburon                                                             | 8 de janeiro de 2008              | Não lançado                     | 8 de janeiro de 2008            | 8 de janeiro de 2008                                                                          | Não       | Não                     |
| NHL 08                                                             | EA Canada                                                              | - AN: 12 de setembro de 2007      | Não lançado                     | 21 de setembro de 2007          | 12 de setembro de 2007                                                                        | Não       | Não                     |
| NHL 09                                                             | EA Canada                                                              | - AN: 9 de setembro de 2008       | por anunciar                    | 26 de setembro de 2008          | 9 de setembro de 2008                                                                         | Não       | Não                     |
| NHL 10                                                             | EA Canada                                                              | - AN: 15 de setembro de 2009      | por anunciar                    | 18 de setembro de 2009          | 15 de setembro de 2009                                                                        | Não       | Sim                     |
| NHL 11                                                             | EA Canada                                                              | Não lançado                       | por anunciar                    | setembro de 2010                | setembro de 2010                                                                              | Não       | Sim                     |
| NHL 2K7                                                            | Visual Concepts / Kush Games                                           | - AN: 13 de novembro de 2006      | Não lançado                     | 23 de março de 2007             | 13 de novembro de 2006                                                                        | Não       | Não                     |
| NHL 2K8                                                            | Visual Concepts / Kush Games                                           | - AN: 10 de setembro de 2007      | Não lançado                     | 2 de novembro de 2007           | 10 de setembro de 2007                                                                        | Não       | Não                     |
| NHL 2K9                                                            | Visual Concepts                                                        | - AN: 8 de setembro de 2008       | 29 de abril de 2009             | 12 de setembro de 2008          | 8 de setembro de 2008                                                                         | Não       | Não                     |
| NHL 2K10                                                           | Visual Concepts                                                        | - AN: 15 de setembro de 2009      | 15 de outubro de 2009           | 18 de setembro de 2009          | 15 de setembro de 2009                                                                        | Não       | Sim                     |
| Ni-Oh                                                              | Koei                                                                   | Não lançado                       | por anunciar                    | por anunciar                    | por anunciar                                                                                  | Sim       | Sim                     |
| Nier                                                               | Cavia                                                                  | - JP: 22 de abril de 2010         | 22 de abril de 2010             | 23 de abril de 2010             | 27 de abril de 2010                                                                           | Não       | Sim                     |
| Ninja Gaiden Sigma                                                 | Team Ninja                                                             | - JP: 14 de junho de 2007         | 14 de junho de 2007             | 6 de julho de 2007              | 3 de julho de 2007                                                                            | Sim       | Não                     |
| Ninja Gaiden Sigma 2                                               | Team Ninja                                                             | - AN: 29 de setembro de 2009      | 1 de outubro de 2009            | 2 de outubro de 2009            | 29 de setembro de 2009                                                                        | Sim       | Sim                     |
| No More Heroes: Heroes’ Paradise                                   | feelplus / Grasshopper Manufacture                                     | - JP: 15 de abril de 2010         | 15 de abril de 2010             | Não lançado                     | Não lançado                                                                                   | Não       | Sim                     |
| NPPL Championship Paintball 2009                                   | Sand Grain Studios                                                     | - AN: 18 de novembro de 2008      | por anunciar                    | 13 de março de 2009             | 18 de novembro de 2008                                                                        | Não       | Não                     |
| Operation Flashpoint: Dragon Rising                                | Codemasters                                                            | - AN: 6 de outubro de 2009        | por anunciar                    | 8 de outubro de 2009            | 6 de outubro de 2009                                                                          | Não       | Sim                     |
| The Orange Box                                                     | EA UK / Valve Corporation                                              | - AN: 11 de dezembro de 2007      | Não lançado                     | 14 de dezembro de 2007          | 11 de dezembro de 2007                                                                        | Não       | Não                     |
| The Outsider                                                       | Frontier Developments                                                  | Não lançado                       | por anunciar                    | por anunciar                    | por anunciar                                                                                  | Não       | Sim                     |
| Overlord: Raising Hell                                             | 4J Studios / Triumph Studios                                           | - EU: 20 de junho de 2008         | Não lançado                     | 20 de junho de 2008             | 24 de junho de 2008                                                                           | Não       | Não                     |
| Overlord II                                                        | Triumph Studios                                                        | - AN: 23 de junho de 2009         | por anunciar                    | 26 de junho de 2009             | 23 de junho de 2009                                                                           | Não       | Sim                     |
| Pain                                                               | Idol Minds                                                             | - EU: 24 de junho de 2009         | (Apenas download)               | 24 de junho de 2009             | (Apenas download)                                                                             | Sim       | Sim                     |
| Parabellum                                                         | ACONY Games                                                            | Não lançado                       | por anunciar                    | por anunciar                    | por anunciar                                                                                  | Não       | Sim                     |
| PES 2008: Pro Evolution Soccer                                     | Konami                                                                 | - EU: 26 de outubro de 2007       | 22 de novembro de 2007          | 26 de outubro de 2007           | 11 de março de 2008                                                                           | Não       | Não                     |
| PES 2009: Pro Evolution Soccer                                     | Konami                                                                 | - EU: 17 de outubro de 2008       | 31 de outubro de 2008           | 17 de outubro de 2008           | 11 de novembro de 2008                                                                        | Não       | Não                     |
| PES 2010: Pro Evolution Soccer                                     | Konami                                                                 | - EU: 23 de outubro de 2009       | 5 de novembro de 2009           | 23 de outubro de 2009           | 3 de outubro de 2009                                                                          | Não       | Sim                     |
| PES 2011: Pro Evolution Soccer                                     | Konami                                                                 | Não lançado                       | 2010                            | 2010                            | 2010                                                                                          | Não       | Sim                     |
| Pinball Hall of Fame: The Williams Collection                      | FarSight Studios                                                       | - AN: 22 de setembro de 2009      | por anunciar                    | por anunciar                    | 22 de setembro de 2009                                                                        | Não       | Sim                     |
| Pirates of the Caribbean: Armada of the Damned                     | Propaganda Games                                                       | Não lançado                       | 2010                            | 2010                            | 30 de junho de 2010                                                                           | Não       | Sim                     |
| Pirates of the Caribbean: At World's End                           | Eurocom                                                                | - AN: 22 de maio de 2007          | 6 de dezembro de 2007           | 25 de maio de 2007              | 22 de maio de 2007                                                                            | Não       | Não                     |
| Planet 51                                                          | Pyro Studios                                                           | - EU: 6 de novembro de 2009       | por anunciar                    | 6 de outubro de 2009            | 17 de novembro de 2009                                                                        | Não       | Sim                     |
| Possession                                                         | Blitz Games / Volatile Games                                           | Não lançado                       | 2010                            | 2010                            | 2010                                                                                          | Não       | Sim                     |
| Postal III                                                         | Running With Scissors / Akella                                         | Não lançado                       | por anunciar                    | 2010                            | 2010                                                                                          | Não       | Sim                     |
| Primal Carnage                                                     | Lukewarm Media                                                         | Não lançado                       | por anunciar                    | por anunciar                    | por anunciar                                                                                  | Não       | Sim                     |
| Prince of Persia                                                   | Ubisoft Montreal                                                       | - AN: 2 de dezembro de 2008       | por anunciar                    | 5 de dezembro de 2008           | 2 de dezembro de 2008                                                                         | Não       | Sim                     |
| Prince of Persia: The Forgotten Sands                              | Ubisoft Montreal                                                       | - AN: 18 de maio de 2010          | por anunciar                    | 20 de maio de 2010              | 18 de maio de 2010                                                                            | Não       | Sim                     |
| Prison Break                                                       | ZootFly                                                                | - AN: 31 de março de 2010         | Não lançado                     | por anunciar                    | 31 de março de 2010                                                                           | Não       | Sim                     |
| Professional Baseball Spirits 4                                    | Konami                                                                 | - JP: 1 de maio de 2007           | 1 de maio de 2007               | Não lançado                     | Não lançado                                                                                   | Não       | Não                     |
| Professional Baseball Spirits 5                                    | Konami                                                                 | - JP: 1 de maio de 2008           | 1 de maio de 2008               | Não lançado                     | Não lançado                                                                                   | Não       | Não                     |
| Professional Baseball Spirits 6                                    | Konami                                                                 | - JP: 16 de julho de 2009         | 16 de julho de 2009             | Não lançado                     | Não lançado                                                                                   | Não       | Sim                     |
| Professional Baseball Spirits 2010                                 | Konami                                                                 | Não lançado                       | 1 de abril de 2010              | Não lançado                     | Não lançado                                                                                   | Não       | Sim                     |
| Prototype                                                          | Radical Entertainment                                                  | - AN: 9 de junho de 2009          | por anunciar                    | 12 de junho de 2009             | 9 de junho de 2009                                                                            | Não       | Sim                     |
| Pure                                                               | Black Rock Studios                                                     | - AN: 16 de setembro de 2008      | 25 de junho de 2009             | 26 de setembro de 2008          | 16 de setembro de 2008                                                                        | Não       | Sim                     |
| Pure Football                                                      | Ubisoft Vancouver                                                      | Não lançado                       | por anunciar                    | por anunciar                    | por anunciar                                                                                  | Não       | Sim                     |
| Quantum of Solace                                                  | Treyarch                                                               | - EU: 31 de outubro de 2008       | por anunciar                    | 31 de outubro de 2008           | 4 de novembro de 2008                                                                         | Não       | Sim                     |
| Quantum Theory                                                     | Team Tachyon                                                           | Não lançado                       | 2010                            | 2010                            | 2010                                                                                          | Não       | Sim                     |
| R.U.S.E.                                                           | Eugen Systems                                                          | Não lançado                       | por anunciar                    | 2010                            | 2010                                                                                          | Não       | Sim                     |
| Race Driver: GRID                                                  | Codemasters                                                            | - EU: 30 de maio de 2008          | por anunciar                    | 30 de maio de 2008              | 3 de junho de 2008                                                                            | Não       | Não                     |
| Rage                                                               | id Software                                                            | Não lançado                       | por anunciar                    | 2010                            | 2010                                                                                          | Não       | Sim                     |
| Railfan: Chicago Transit Authority Brown Line                      | Ongakukan / Taito                                                      | - JP: 21 de dezembro de 2006      | 21 de dezembro de 2006          | Não lançado                     | Não lançado                                                                                   | Sim       | Não                     |
| Railfan: Taiwan High Speed Rail                                    | Ongakukan / Actainment                                                 | - JP: 12 de julho de 2007         | 12 de julho de 2007             | Não lançado                     | Não lançado                                                                                   | Sim       | Não                     |
| Rain in Rio                                                        | Red Dingo Games                                                        | Não lançado                       | por anunciar                    | por anunciar                    | por anunciar                                                                                  | Sim       | Sim                     |
| Rapala Fishing Frenzy 2009                                         | FUN Labs                                                               | - AN: 2 de setembro de 2008       | por anunciar                    | 17 de outubro de 2008           | 2 de setembro de 2008                                                                         | Não       | Não                     |
| Ratatouille                                                        | Heavy Iron Studios                                                     | - EU: 28 de setembro de 2007      | 22 de novembro de 2007          | 28 de setembro de 2007          | 23 de outubro de 2007                                                                         | Não       | Não                     |
| Ratchet & Clank Future: A Crack in Time                            | Insomniac Games                                                        | - AN: 27 de outubro de 2009       | por anunciar                    | 4 de novembro de 2009           | 27 de outubro de 2009                                                                         | Sim       | Sim                     |
| Ratchet & Clank Future: Tools of Destruction                       | Insomniac Games                                                        | 23 de outubro de 2007             | 11 de novembro de 2007          | 23 de outubro de 2007           | 23 de outubro de 2007                                                                         | Sim       | Não                     |
| Ratchet & Clank Future: Quest for Booty                            | Insomniac Games                                                        | - EU: 12 de setembro de 2008      | (Apenas download)               | 12 de setembro de 2008          | (Apenas download)                                                                             | Sim       | Não                     |
| Recoil: Retrograd                                                  | ZeitGuyz                                                               | Não lançado                       | por anunciar                    | por anunciar                    | por anunciar                                                                                  | Não       | Sim                     |
| Record of Agarest War                                              | Idea Factory                                                           | - JP: 27 de setembro de 2007      | 27 de setembro de 2007          | 16 de outubro de 2009           | (Apenas download)                                                                             | Não       | Sim (Apenas vesão EUA)  |
| Red Dead Redemption                                                | Rockstar San Diego                                                     | - AN: 18 de maio de 2010          | 2010                            | 21 de maio de 2010              | 18 de maio de 2010                                                                            | Não       | Sim                     |
| Red Faction: Armageddon                                            | Volition, Inc.                                                         | Não lançado                       | por anunciar                    | 2011                            | 2011                                                                                          | Não       | Sim                     |
| Red Faction: Guerrilla                                             | Volition, Inc.                                                         | - AN: 2 de junho de 2009          | por anunciar                    | 5 de junho de 2009              | 2 de junho de 2009                                                                            | Não       | Sim                     |
| Red Seeds Profile                                                  | Access Games                                                           | - JP: 11 de março de 2010         | 11 de março de 2010             | Não lançado                     | Não lançado                                                                                   | Não       | Sim                     |
| Resident Evil 5                                                    | Capcom                                                                 | - JP: 5 de março de 2009          | 5 de março de 2009              | 13 de março de 2009             | 13 de março de 2009                                                                           | Não       | Sim                     |
| Resident Evil 6                                                    | Capcom                                                                 | - JP: 4 de outubro de 2012        | 4 de outubro de 2012            | 2 de outubro de 2012            | 2 de outubro de 2012                                                                          | Não       | Sim                     |
| Resistance: Fall of Man                                            | Insomniac Games                                                        | - JP: 11 de novembro de 2006      | 11 de novembro de 2006          | 23 de março de 2007             | 14 de novembro de 2006                                                                        | Sim       | Não                     |
| Resistance 2                                                       | Insomniac Games                                                        | - AN: 4 de novembro de 2008       | 13 de dezembro de 2008          | 28 de novembro de 2008          | 4 de novembro de 2008                                                                         | Sim       | Sim                     |
| Resonance of Fate                                                  | tri-Ace                                                                | - JP: 28 de janeiro de 2010       | 28 de janeiro de 2010           | 26 de março de 2010             | 16 de março de 2010                                                                           | Não       | Sim                     |
| Ride to Hell                                                       | Deep Silver                                                            | Não lançado                       | por anunciar                    | 2010                            | 2010                                                                                          | Não       | Sim                     |
| Ridge Racer 7                                                      | Namco Bandai                                                           | - JP: 11 de novembro de 2006      | 11 de novembro de 2006          | 23 de março de 2007             | 13 de novembro de 2006                                                                        | Sim       | Não                     |
| Rise of the Argonauts                                              | Liquid Entertainment                                                   | - AN: 16 de dezembro de 2008      | por anunciar                    | 6 de fevereiro de 2009          | 16 de dezembro de 2008                                                                        | Não       | Não                     |
| Rock Band                                                          | Harmonix Music Systems                                                 | - AN: 20 de novembro de 2007      | Não lançado                     | 12 de setembro de 2008          | 20 de novembro de 2007                                                                        | Não       | Não                     |
| Rock Band 2                                                        | Harmonix Music Systems                                                 | - AN: 19 de outubro de 2008       | Não lançado                     | 27 de março de 2009             | 19 de outubro de 2008                                                                         | Não       | Sim                     |
| Rock Band 3                                                        | Harmonix Music Systems                                                 | Não lançado                       | Não lançado                     | por anunciar                    | por anunciar                                                                                  | Não       | Sim                     |
| Rock Band: Japan                                                   | Harmonix Music Systems / Q Entertainment                               | Não lançado                       | por anunciar                    | Não lançado                     | Não lançado                                                                                   | Não       | Sim                     |
| Rock Band Classic Rock Track Pack                                  | Harmonix Music Systems                                                 | - AN: 19 de maio de 2009          | Não lançado                     | por anunciar                    | 19 de maio de 2009                                                                            | Não       | Sim                     |
| Rock Band Country Track Pack                                       | Harmonix Music Systems                                                 | - AN: 21 de julho de 2009         | Não lançado                     | por anunciar                    | 21 de julho de 2009                                                                           | Não       | Sim                     |
| Rock Band Metal Track Pack                                         | Harmonix Music Systems                                                 | - AN: 22 de setembro de 2009      | Não lançado                     | por anunciar                    | 22 de setembro de 2009                                                                        | Não       | Sim                     |
| Rock Band Track Pack Volume 2                                      | Harmonix Music Systems                                                 | - AN: 18 de novembro de 2008      | Não lançado                     | 19 de abril de 2009             | 18 de novembro de 2008                                                                        | Não       | Não                     |
| Rock Revolution                                                    | Zoë Mode                                                               | - AN: 14 de outubro de 2008       | por anunciar                    | por anunciar                    | 14 de outubro de 2008                                                                         | Não       | Não                     |
| Rogue Warrior                                                      | Zombie Studios / Rebellion Developments                                | - EU: 27 de novembro de 2009      | por anunciar                    | 27 de novembro de 2009          | 1 de dezembro de 2009                                                                         | Não       | Sim                     |
| Ryu ga Gotoku Kenzan!                                              | Amusement Vision                                                       | - JP: 6 de março de 2008          | 6 de março de 2008              | Não lançado                     | Não lançado                                                                                   | Sim       | Não                     |
| The Saboteur                                                       | Pandemic Studios                                                       | - EU: 4 de dezembro de 2009       | por anunciar                    | 4 de dezembro de 2009           | 8 de dezembro de 2009                                                                         | Não       | Sim                     |
| Sacred 2: Fallen Angel                                             | Ascaron Entertainment                                                  | - AN: 12 de maio de 2009          | por anunciar                    | 5 de junho de 2009              | 12 de maio de 2009                                                                            | Não       | Sim                     |
| Saints Row 2                                                       | Volition, Inc.                                                         | - AN: 14 de outubro de 2008       | outubro de 2008                 | 17 de outubro de 2008           | 14 de outubro de 2008                                                                         | Não       | Não                     |
| Saints Row 3                                                       | Volition, Inc.                                                         | Não lançado                       | por anunciar                    | por anunciar                    | por anunciar                                                                                  | Não       | Sim                     |
| Saw                                                                | Zombie Studios                                                         | - AN: 6 de outubro de 2009        | Não lançado                     | 3 de dezembro de 2009           | 6 de outubro de 2009                                                                          | Não       | Sim                     |
| Saw II                                                             | Zombie Studios                                                         | Não lançado                       | Não lançado                     | 2010                            | 2010                                                                                          | Não       | Sim                     |
| SBK-08: Superbike World Championship                               | Milestone                                                              | - EU: 25 de setembro de 2008      | Não lançado                     | 26 de setembro de 2008          | 3 de março de 2009                                                                            | Não       | Sim                     |
| SBK-09: Superbike World Championship                               | Milestone                                                              | - EU: 29 de maio de 2009          | por anunciar                    | 29 de maio de 2009              | por anunciar                                                                                  | Não       | Sim                     |
| Scene It? Bright Lights! Big Screen!                               | Artificial Mind and Movement                                           | - AN: 17 de novembro de 2009      | por anunciar                    | 4 de dezembro de 2009           | 17 de novembro de 2009                                                                        | Não       | Sim                     |
| SCORE International Baja 1000                                      | Left Field Productions                                                 | - AN: 28 de outubro de 2008       | por anunciar                    | 21 de novembro de 2008          | 28 de outubro de 2008                                                                         | Não       | Não                     |
| Scratch: The Ultimate DJ                                           | 7 Studios / Commotion Interactive / Bedlam Games                       | Não lançado                       | 2010                            | 2010                            | 2010                                                                                          | Não       | Sim                     |
| Sega Golf Club                                                     | Sega                                                                   | - JP: 11 de novembro de 2006      | 11 de novembro de 2006          | Não lançado                     | Não lançado                                                                                   | Sim       | Não                     |
| Sega Rally Revo                                                    | Sega Racing Studio                                                     | - EU: 28 de setembro de 2007      | 31 de janeiro de 2008           | 28 de setembro de 2007          | 9 de outubro de 2007                                                                          | Não       | Não                     |
| Sega Superstars Tennis                                             | Sumo Digital                                                           | - EU: 17 de março de 2008         | 20 de março de 2008             | 17 de março de 2008             | 18 de março de 2008                                                                           | Não       | Não                     |
| Sengoku Basara 3                                                   | Capcom                                                                 | Não lançado                       | por anunciar                    | por anunciar                    | por anunciar                                                                                  | Não       | Sim                     |
| Severity                                                           | Escalation Studios                                                     | Não lançado                       | por anunciar                    | por anunciar                    | por anunciar                                                                                  | Não       | Sim                     |
| Shaun White Snowboarding                                           | Ubisoft Montreal                                                       | - EU: 14 de novembro de 2008      | por anunciar                    | 14 de novembro de 2008          | 16 de novembro de 2008                                                                        | Não       | Sim                     |
| Shellshock 2: Blood Trails                                         | Rebellion Developments                                                 | - EU: 13 de fevereiro de 2009     | por anunciar                    | 13 de fevereiro de 2009         | 24 de fevereiro de 2009                                                                       | Não       | Não                     |
| Shrapnel                                                           | Zombie Studios                                                         | Não lançado                       | por anunciar                    | por anunciar                    | por anunciar                                                                                  | Não       | Sim                     |
| Shrek Forever After                                                | XPEC                                                                   | - AN: 18 de maio de 2010          | por anunciar                    | por anunciar                    | 18 de maio de 2010                                                                            | Não       | Sim                     |
| Silent Hill Homecoming                                             | Double Helix Games / Konami Digital Entertainment                      | - AN: 30 de setembro de 2008      | por anunciar                    | 27 de fevereiro de 2009         | 30 de setembro de 2008                                                                        | Não       | Não                     |
| Silent hill Downpour                                               | Vatra Games / Konami Digital Entertainment                             | - AN: 30 13 de março de 2012      | por anunciar                    | por anunciar                    | por anunciar                                                                                  | Não       | Não                     |
| The Simpsons Game                                                  | EA Redwood Shores                                                      | - AN: 30 de outubro de 2007       | Não lançado                     | 9 de novembro de 2007           | 30 de outubro de 2007                                                                         | Não       | Não                     |
| The Sims 3                                                         | Electronic Arts                                                        | Não lançado                       | por anunciar                    | por anunciar                    | por anunciar                                                                                  | Não       | Sim                     |
| SingStar                                                           | SCE London Studio                                                      | - EU: 7 de dezembro de 2007       | por anunciar                    | 7 de dezembro de 2007           | 20 de maio de 2008                                                                            | Sim       | Sim                     |
| SingStar ABBA                                                      | SCE London Studio                                                      | - EU: 14 de novembro de 2008      | por anunciar                    | 14 de novembro de 2008          | 2 de dezembro de 2008                                                                         | Não       | Sim                     |
| SingStar Latino                                                    | SCE London Studio                                                      | - AN: 18 de novembro de 2009      | por anunciar                    | por anunciar                    | 18 de novembro de 2009                                                                        | Não       | Sim                     |
| SingStar Motown                                                    | SCE London Studio                                                      | - EU: 18 de setembro de 2009      | por anunciar                    | 18 de setembro de 2009          | por anunciar                                                                                  | Não       | Sim                     |
| SingStar Pop Edition                                               | SCE London Studio                                                      | - EU: 24 de abril de 2009         | por anunciar                    | 24 de abril de 2009             | por anunciar                                                                                  | Não       | Sim                     |
| SingStar Queen                                                     | SCE London Studio                                                      | - EU: 20 de março de 2009         | por anunciar                    | 20 de março de 2009             | 18 de agosto de 2009                                                                          | Não       | Sim                     |
| SingStar Take That                                                 | SCE London Studio                                                      | - EU: 23 de outubro de 2009       | por anunciar                    | 23 de outubro de 2009           | por anunciar                                                                                  | Não       | Sim                     |
| SingStar Vol. 2                                                    | SCE London Studio                                                      | - EU: 20 de junho de 2008         | por anunciar                    | 20 de junho de 2008             | 28 de outubro de 2008                                                                         | Sim       | Sim                     |
| SingStar Vol. 3: Party Edition                                     | SCE London Studio                                                      | - EU: 14 de novembro de 2008      | por anunciar                    | 14 de novembro de 2008          | por anunciar                                                                                  | Sim       | Sim                     |
| Singularity                                                        | Raven Software                                                         | Não lançado                       | por anunciar                    | 2010                            | 29 de junho de 2010                                                                           | Não       | Sim                     |
| Siren: Blood Curse                                                 | SCE Japan Studio                                                       | - JP: 13 de julho de 2008         | 13 de julho de 2008             | 29 de outubro de 2008           | (Apenas download)                                                                             | Sim       | Não                     |
| Six Days in Fallujah                                               | Atomic Games                                                           | Não lançado                       | por anunciar                    | por anunciar                    | por anunciar                                                                                  | Não       | Sim                     |
| Skate                                                              | EA Black Box                                                           | - AN: 24 de setembro de 2007      | 13 de março de 2008             | 12 de outubro de 2007           | 24 de setembro de 2007                                                                        | Não       | Não                     |
| Skate 2                                                            | EA Black Box                                                           | - AN: 21 de janeiro de 2009       | 12 de fevereiro de 2009         | 23 de janeiro de 2009           | 21 de janeiro de 2009                                                                         | Não       | Sim                     |
| Skate 3                                                            | EA Black Box                                                           | - AN: 11 de maio de 2010          | por anunciar                    | 14 de maio de 2010              | 11 de maio de 2010                                                                            | Não       | Sim                     |
| Ski-Doo: Snowmobile Challenge                                      | ColdWood Interactive                                                   | - AN: 6 de março de 2009          | Não lançado                     | Não lançado                     | 6 de março de 2009                                                                            | Não       | Sim                     |
| SOCOM 4                                                            | Zipper Interactive                                                     | Não lançado                       | por anunciar                    | por anunciar                    | por anunciar                                                                                  | Sim       | Sim                     |
| SOCOM: U.S. Navy SEALs Confrontation                               | Slant Six Games                                                        | - AN: 14 de outubro de 2008       | 30 de outubro de 2008           | 13 de março de 2009             | 14 de outubro de 2008                                                                         | Sim       | Sim                     |
| Soldier of Fortune: Payback                                        | Cauldron HQ                                                            | - AN: 19 de novembro de 2007      | Não lançado                     | 11 de abril de 2008             | 19 de novembro de 2007                                                                        | Não       | Não                     |
| Sonic & Sega All-Stars Racing                                      | Sumo Digital                                                           | - AN: 23 de fevereiro de 2010     | 2010                            | 26 de fevereiro de 2010         | 23 de fevereiro de 2010                                                                       | Não       | Sim                     |
| Sonic the Hedgehog                                                 | - JP: 21 de dezembro de 2006                                           | 21 de dezembro de 2006            | 23 de março de 2007             | 30 de janeiro de 2007           | Não                                                                                           | Não       |                         |
| Sonic's Ultimate Genesis Collection                                | Backbone Entertainment                                                 | - AN: 10 de fevereiro de 2009     | por anunciar                    | 20 de fevereiro de 2009         | 10 de fevereiro de 2009                                                                       | Não       | Sim                     |
| Sonic Unleashed                                                    | Sonic Team                                                             | - AN: 18 de novembro de 2008      | por anunciar                    | 28 de novembro de 2008          | 18 de novembro de 2008                                                                        | Não       | Sim                     |
| Soulcalibur IV                                                     | Namco Bandai                                                           | - AN: 29 de julho de 2008         | 31 de julho de 2008             | 1 de agosto de 2008             | 29 de julho de 2008                                                                           | Não       | Não                     |
| Spec Ops: The Line                                                 | Yager Development                                                      | Não lançado                       | por anunciar                    | por anunciar                    | por anunciar                                                                                  | Não       | Sim                     |
| Spider-Man 3                                                       | Treyarch                                                               | 4 de maio de 2007                 | 17 de outubro de 2007           | 4 de maio de 2007               | 4 de maio de 2007                                                                             | Não       | Não                     |
| Spider-Man: Shattered Dimensions                                   | Beenox                                                                 | Não lançado                       | por anunciar                    | 2010                            | 2010                                                                                          | Não       | Sim                     |
| Spider-Man: Web of Shadows                                         | Treyarch / Shaba Games                                                 | - AN: 21 de outubro de 2008       | por anunciar                    | 24 de outubro de 2008           | 21 de outubro de 2008                                                                         | Não       | Não                     |
| Splatterhouse                                                      | BottleRocket Entertainment / Namco Bandai Games                        | Não lançado                       | 2010                            | 2010                            | 2010                                                                                          | Não       | Sim                     |
| Split/Second: Velocity                                             | Black Rock Studio                                                      | - AN: 18 de maio de 2010          | por anunciar                    | 21 de maio de 2010              | 18 de maio de 2010                                                                            | Não       | Sim                     |
| Star Ocean: The Last Hope International                            | tri-Ace                                                                | - JP: 4 de fevereiro de 2010      | 4 de fevereiro de 2010          | 12 de fevereiro de 2010         | 9 de fevereiro de 2010                                                                        | Sim       | Sim                     |
| Star Wars: Battlefront III                                         | por anunciar                                                           | Não lançado                       | por anunciar                    | por anunciar                    | por anunciar                                                                                  | Não       | Sim                     |
| Star Wars: The Clone Wars – Republic Heroes                        | Krome Studios                                                          | - AN: 6 de outubro de 2009        | por anunciar                    | outubro de 2009                 | 6 de outubro de 2009                                                                          | Não       | Sim                     |
| Star Wars: The Force Unleashed                                     | LucasArts                                                              | - AN: 16 de setembro de 2008      | por anunciar                    | 19 de setembro de 2008          | 16 de setembro de 2008                                                                        | Não       | Sim                     |
| Star Wars: The Force Unleashed II                                  | Lucasarts                                                              | Não lançado                       | por anunciar                    | por anunciar                    | por anunciar                                                                                  | Não       | Sim                     |
| Starhawk                                                           |                                                                        |                                   |                                 |                                 |                                                                                               | Sim       | Sim                     |
| Steambot Chronicles 2                                              | Irem                                                                   | Não lançado                       | por anunciar                    | por anunciar                    | por anunciar                                                                                  | Sim       | Sim                     |
| Stormrise                                                          | The Creative Assembly                                                  | - AN: 24 de março de 2009         | por anunciar                    | 27 de março de 2009             | 24 de março de 2009                                                                           | Não       | Sim                     |
| Street Fighter IV                                                  | Capcom / Dimps                                                         | - JP: 12 de fevereiro de 2009     | 12 de fevereiro de 2009         | 20 de fevereiro de 2009         | 17 de fevereiro de 2009                                                                       | Não       | Sim                     |
| Strength of the Sword                                              | Ivent Studios                                                          | Não lançado                       | por anunciar                    | por anunciar                    | por anunciar                                                                                  | Console   | Sim                     |
| Stuntman: Ignition                                                 | Paradigm Entertainment                                                 | - AN: 17 de setembro de 2007      | 21 de fevereiro de 2008         | 28 de setembro de 2007          | 17 de setembro de 2007                                                                        | Não       | Não                     |
| Guillermo Del Toro's Sundown                                       | Terminal Reality                                                       | Não lançado                       | por anunciar                    | por anunciar                    | por anunciar                                                                                  | Não       | Sim                     |
| Super Street Fighter IV                                            | Capcom / Dimps                                                         | - AN: 27 de abril de 2010         | 28 de abril de 2010             | 30 de abril de 2010             | 27 de abril de 2010                                                                           | Não       | Sim                     |
| SuperCar Challenge                                                 | Eutechnyx                                                              | - EU: 4 de setembro de 2009       | por anunciar                    | 4 de setembro de 2009           | por anunciar                                                                                  | Sim       | Sim                     |
| Superstars V8 Racing                                               | Milestone                                                              | - EU: 26 de junho de 2009         | por anunciar                    | 26 de junho de 2009             | 1 de junho de 2010                                                                            | Não       | Sim                     |
| Surf's Up                                                          | Ubisoft Montreal                                                       | - AN: 29 de maio de 2007          | Não lançado                     | 3 de agosto de 2007             | 29 de maio de 2007                                                                            | Não       | Não                     |
| Tales of Vesperia                                                  | Namco Tales Studio                                                     | - JP: 17 de setembro de 2009      | 17 de setembro de 2009          | Não lançado                     | Não lançado                                                                                   | Não       | Sim                     |
| Tears to Tiara: Earth's Wreath                                     | Aquaplus / Leaf                                                        | - JP: 17 de julho de 2008         | 17 de julho de 2008             | Não lançado                     | Não lançado                                                                                   | Console   | Não                     |
| Tears to Tiara Side Story: Mystery of Avalon                       | Aquaplus                                                               | - JP: 17 de setembro de 2009      | 17 de setembro de 2009          | Não lançado                     | Não lançado                                                                                   | Sim       | Sim                     |
| Tekken 6                                                           | Namco Bandai                                                           | - AN: 27 de outubro de 2009       | 29 de outubro de 2009           | 30 de outubro de 2009           | 27 de outubro de 2009                                                                         | Não       | Sim                     |
| Terminator Salvation                                               | GRIN / Halcyon Games                                                   | - AN: 19 de maio de 2009          | 17 de setembro de 2009          | 29 de maio de 2009              | 19 de maio de 2009                                                                            | Não       | Sim                     |
| Test Drive Unlimited 2                                             | Eden Games                                                             | Não lançado                       | por anunciar                    | 24 de setembro de 2010          | 21 de setembro de 2010                                                                        | Não       | Sim                     |
| They                                                               | Metropolis Software                                                    | Não lançado                       | por anunciar                    | 2010                            | 2010                                                                                          | Não       | Sim                     |
| Thief 4                                                            | Eidos Montreal                                                         | Não lançado                       | por anunciar                    | por anunciar                    | por anunciar                                                                                  | Não       | Sim                     |
| This is Vegas                                                      | Surreal Software                                                       | Não lançado                       | por anunciar                    | por anunciar                    | por anunciar                                                                                  | Não       | Sim                     |
| Tiger Woods PGA Tour 07                                            | EA Redwood Shores                                                      | - AN: 17 de novembro de 2006      | Não lançado                     | 23 de março de 2007             | 17 de novembro de 2006                                                                        | Não       | Não                     |
| Tiger Woods PGA Tour 08                                            | EA Tiburon                                                             | - AN: 28 de agosto de 2007        | Não lançado                     | 21 de setembro de 2007          | 28 de agosto de 2007                                                                          | Não       | Não                     |
| Tiger Woods PGA Tour 09                                            | EA Tiburon                                                             | - AN: 26 de agosto de 2008        | Não lançado                     | 29 de agosto de 2008            | 26 de agosto de 2008                                                                          | Não       | Não                     |
| Tiger Woods PGA Tour 10                                            | EA Tiburon                                                             | - AN: 8 de junho de 2009          | por anunciar                    | 3 de julho de 2009              | 8 de junho de 2009                                                                            | Não       | Sim                     |
| Tiger Woods PGA Tour 11                                            | EA Tiburon                                                             | - AN: 8 de junho de 2010          | por anunciar                    | por anunciar                    | 8 de junho de 2010                                                                            | Não       | Sim                     |
| Time Crisis 4                                                      | Nex Entertainment                                                      | - AN: 19 de novembro de 2007      | 20 de dezembro de 2007          | 18 de abril de 2008             | 19 de novembro de 2007                                                                        | Sim       | Não                     |
| TimeO                                                              | ZootFly                                                                | Não lançado                       | por anunciar                    | por anunciar                    | por anunciar                                                                                  | Não       | Sim                     |
| TimeShift                                                          | Saber Interactive                                                      | - AN: 19 de novembro de 2007      | Não lançado                     | 14 de dezembro de 2007          | 19 de novembro de 2007                                                                        | Não       | Não                     |
| TimeSplitters 4                                                    | Crytek UK                                                              | Não lançado                       | por anunciar                    | por anunciar                    | por anunciar                                                                                  | Não       | Sim                     |
| TNA Impact!                                                        | Midway Studios – Los Angeles                                           | - AN: 9 de setembro de 2008       | por anunciar                    | 12 de setembro de 2008          | 9 de setembro de 2008                                                                         | Não       | Não                     |
| To End All Wars                                                    | Kuju Entertainment                                                     | Não lançado                       | por anunciar                    | por anunciar                    | por anunciar                                                                                  | Não       | Sim                     |
| Tom Clancy's EndWar                                                | Ubisoft Shanghai                                                       | - AN: 4 de novembro de 2008       | 26 de fevereiro de 2009         | 7 de novembro de 2008           | 4 de novembro de 2008                                                                         | Não       | Sim                     |
| Tom Clancy's Ghost Recon Advanced Warfighter 2                     | Red Storm Entertainment                                                | - EU: 24 de agosto de 2007        | 8 de novembro de 2007           | 24 de agosto de 2007            | 31 de agosto de 2007                                                                          | Não       | Não                     |
| Tom Clancy's Ghost Recon: Future Soldier                           | Ubisoft Paris                                                          | Não lançado                       | por anunciar                    | 2010                            | 2010                                                                                          | Não       | Sim                     |
| Tom Clancy's H.A.W.X                                               | Ubisoft Romania                                                        | - AN: 6 de março de 2009          | 28 de maio de 2009              | por anunciar                    | 6 de março de 2009                                                                            | Não       | Sim                     |
| Tom Clancy's H.A.W.X 2                                             | Ubisoft Romania                                                        | Não lançado                       | por anunciar                    | por anunciar                    | 2010                                                                                          | Não       | Sim                     |
| Tom Clancy's Rainbow Six: Vegas                                    | Ubisoft Montreal                                                       | - AN: 26 de junho de 2007         | 28 de junho de 2008             | 29 de junho de 2007             | 26 de junho de 2007                                                                           | Não       | Não                     |
| Tom Clancy's Rainbow Six: Vegas 2                                  | Ubisoft Montreal                                                       | - AN: 18 de março de 2008         | 29 de maio de 2008              | 20 de março de 2008             | 18 de março de 2008                                                                           | Não       | Não                     |
| Tom Clancy's Splinter Cell: Double Agent                           | Ubisoft Shanghai                                                       | - AN: 27 de março de 2007         | Não lançado                     | 30 de março de 2007             | 27 de março de 2007                                                                           | Não       | Não                     |
| Tomb Raider                                                        | Crystal Dynamics                                                       | 5 de março de 2013                | 25 de abril de 2013             | 5 de março de 2013              | 5 de março de 2013                                                                            | Não       | Sim                     |
| Tomb Raider Trilogy                                                | Crystal Dynamics / Buzz Monkey Software                                | 22 de março de 2011               | por anunciar                    | 25 de março de 2011             | 22 de março de 2011                                                                           | Sim       | Sim                     |
| Tomb Raider: Underworld                                            | Crystal Dynamics / Nixxes Software                                     | - AN: 18 de novembro de 2008      | por anunciar                    | 21 de novembro de 2008          | 18 de novembro de 2008                                                                        | Não       | Sim                     |
| Tony Hawk's Project 8                                              | Neversoft                                                              | - AN: 17 de novembro de 2006      | Não lançado                     | 23 de março de 2007             | 17 de novembro de 2006                                                                        | Não       | Não                     |
| Tony Hawk's Proving Ground                                         | Neversoft                                                              | - AN: 15 de outubro de 2007       | Não lançado                     | 31 de outubro de 2007           | 15 de outubro de 2007                                                                         | Não       | Não                     |
| Tony Hawk: Ride                                                    | Robomodo                                                               | - AN: 17 de novembro de 2009      | Não lançado                     | 4 de dezembro de 2009           | 17 de novembro de 2009                                                                        | Não       | Sim                     |
| Top Spin 3                                                         | PAM Development                                                        | - EU: 20 de junho de 2008         | 25 de junho de 2009             | 20 de junho de 2008             | 23 de junho de 2008                                                                           | Não       | Não                     |
| Tornado Outbreak                                                   | Loose Cannon Studios                                                   | - AN: 29 de setembro de 2009      | por anunciar                    | 12 de novembro de 2009          | 29 de setembro de 2009                                                                        | Não       | Sim                     |
| Toro to Morimori                                                   | SCEI                                                                   | - JP: 23 de julho de 2009         | 23 de julho de 2009             | por anunciar                    | por anunciar                                                                                  | Sim       | Sim                     |
| Toy Story 3: The Video Game                                        | Avalanche Software                                                     | Não lançado                       | por anunciar                    | por anunciar                    | 15 de junho de 2010                                                                           | Não       | Sim                     |
| Transformers: The Game                                             | Traveller's Tales                                                      | - AN: 26 de junho de 2007         | Não lançado                     | 20 de julho de 2007             | 26 de junho de 2007                                                                           | Não       | Não                     |
| Transformers: Revenge of the Fallen                                | Luxoflux                                                               | - AN: 23 de junho de 2009         | por anunciar                    | 26 de junho de 2009             | 23 de junho de 2009                                                                           | Não       | Sim                     |
| Transformers: War for Cybertron                                    | High Moon Studios                                                      | Não lançado                       | por anunciar                    | por anunciar                    | 2.º trimestre de 2010                                                                         | Não       | Sim                     |
| Trinity Universe                                                   | Nippon Ichi Software / Gust Corporation                                | - JP: 1 de outubro de 2009        | 1 de outubro de 2009            | junho de 2010                   | junho de 2010                                                                                 | Sim       | Sim                     |
| Trinity: Zill O'll Zero                                            | Não lançado                                                            | 2010                              | por anunciar                    | por anunciar                    | Sim                                                                                           | Sim       |                         |
| Trivial Pursuit                                                    | EA Bright Light                                                        | - AN: 10 de março de 2009         | por anunciar                    | 13 de março de 2009             | 10 de março de 2009                                                                           | Não       | Sim                     |
| Tron: Evolution                                                    | Propaganda Games                                                       | Não lançado                       | por anunciar                    | 4.º trimestre de 2010           | 4.º trimestre de 2010                                                                         | Não       | Sim                     |
| True Crime                                                         | United Front Games                                                     | Não lançado                       | por anunciar                    | por anunciar                    | 4.º trimestre de 2010                                                                         | Não       | Sim                     |
| Turning Point: Fall of Liberty                                     | Spark Unlimited                                                        | - AN: 26 de fevereiro de 2008     | Não lançado                     | 29 de fevereiro de 2008         | 26 de fevereiro de 2008                                                                       | Não       | Não                     |
| Turok                                                              | Propaganda Games                                                       | - AN: 5 de fevereiro de 2008      | 29 de maio de 2008              | 8 de fevereiro de 2008          | 5 de fevereiro de 2008                                                                        | Não       | Não                     |
| Twisted Metal                                                      | Eat Sleep Play                                                         | Não lançado                       | por anunciar                    | por anunciar                    | 2011                                                                                          | Sim       | Sim                     |
| Two Worlds II                                                      | Reality Pump Studios                                                   | - EU: 25 de janeiro de 2011       | 17 de janeiro de 2011           | 25 de fevereiro de 2011         | 25 de janeiro de 2011                                                                         | Não       | Sim                     |
| UEFA Euro 2008                                                     | EA Canada                                                              | - EU: 18 de abril de 2008         | Não lançado                     | 18 de abril de 2008             | 19 de abril de 2008                                                                           | Não       | Não                     |
| UFC 2009 Undisputed                                                | Yuke's                                                                 | - AN: 19 de maio de 2009          | por anunciar                    | 22 de maio de 2009              | 19 de maio de 2009                                                                            | Não       | Sim                     |
| UFC Undisputed 2010                                                | Yuke's                                                                 | - AN: 25 de maio de 2010          | por anunciar                    | 28 de maio de 2010              | 25 de maio de 2010                                                                            | Não       | Sim                     |
| Uncharted: Drake's Fortune                                         | Naughty Dog                                                            | - AN: 19 de novembro de 2007      | 6 de dezembro de 2007           | 7 de dezembro de 2007           | 19 de novembro de 2007                                                                        | Sim       | Sim                     |
| Uncharted 2: Among Thieves                                         | Naughty Dog                                                            | - AN: 13 de outubro de 2009       | 15 de outubro de 2009           | 16 de outubro de 2009           | 13 de outubro de 2009                                                                         | Sim       | Sim                     |
| Uncharted 3: Drake's Deception                                     | Naughty Dog                                                            | Não lançado                       | 2011                            | 4 de novembro de 2011           | 1 de novembro de 2011                                                                         | Sim       | Sim                     |
| Uncharted Waters Online                                            | Koei                                                                   | - JP: 28 de abril de 2009         | 28 de abril de 2009             | por anunciar                    | por anunciar                                                                                  | Console   | Sim                     |
| Unreal Tournament 3                                                | Epic Games                                                             | - AN: 11 de dezembro de 2007      | por anunciar                    | 22 de fevereiro de 2008         | 11 de dezembro de 2007                                                                        | Não       | Sim                     |
| Untold Legends: Dark Kingdom                                       | Sony Online Entertainment                                              | - AN: 17 de novembro de 2006      | 22 de fevereiro de 2007         | 4 de maio de 2007               | 17 de novembro de 2006                                                                        | Sim       | Não                     |
| Up                                                                 | - AN: 26 de maio de 2009                                               | por anunciar                      | 2 de outubro de 2009            | 26 de maio de 2009              | Não                                                                                           | Sim       |                         |
| Urban Mysteries                                                    | ZeitGuyz                                                               | Não lançado                       | por anunciar                    | por anunciar                    | por anunciar                                                                                  | Não       | Sim                     |
| Valkyria Chronicles                                                | Sega WOW                                                               | - JP: 24 de abril de 2008         | 24 de abril de 2008             | 31 de outubro de 2008           | 4 de novembro de 2008                                                                         | Sim       | Não                     |
| Vampire Rain: Altered Species                                      | Artoon                                                                 | - JP: 21 de agosto de 2008        | 21 de agosto de 2008            | por anunciar                    | 2 de agosto de 2008                                                                           | Não       | Não                     |
| Vancouver 2010                                                     | Eurocom                                                                | - AN: 12 de janeiro de 2010       | por anunciar                    | 15 de janeiro de 2010           | 12 de janeiro de 2010                                                                         | Não       | Sim                     |
| Vanquish                                                           | Platinum Games                                                         | Não lançado                       | Inverno 2010 - Hemisfério norte | por anunciar                    | por anunciar                                                                                  | Não       | Sim                     |
| Viking: Battle for Asgard                                          | The Creative Assembly                                                  | - AN: 25 de março de 2008         | Não lançado                     | 28 de março de 2008             | 25 de março de 2008                                                                           | Não       | Não                     |
| Virtua Fighter 5                                                   | Sega-AM2                                                               | - JP: 8 de fevereiro de 2007      | 8 de fevereiro de 2007          | 23 de março de 2007             | 20 de fevereiro de 2007                                                                       | Não       | Não                     |
| Virtua Tennis 3                                                    | Sega-AM3                                                               | - JP: 8 de março de 2007          | 8 de março de 2007              | 23 de março de 2007             | 20 de março de 2007                                                                           | Não       | Não                     |
| Virtua Tennis 2009                                                 | Sumo Digital                                                           | - EU: 28 de maio de 2009          | por anunciar                    | 28 de maio de 2009              | 9 de junho de 2009                                                                            | Não       | Sim                     |
| Voltage                                                            | IBA                                                                    | Não lançado                       | por anunciar                    | por anunciar                    | por anunciar                                                                                  | Não       | Sim                     |
| WALL-E                                                             | Heavy Iron Studios                                                     | - AN: 24 de junho de 2008         | por anunciar                    | 4 de julho de 2008              | 24 de junho de 2008                                                                           | Não       | Não                     |
| The Wall                                                           | World Forge / Burut CT                                                 | Não lançado                       | por anunciar                    | 2009                            | 2009                                                                                          | Não       | Sim                     |
| Wangan Midnight                                                    | Genki                                                                  | - JP: 26 de julho de 2007         | 26 de julho de 2007             | Não lançado                     | Não lançado                                                                                   | Sim       | Não                     |
| Wanted: Weapons of Fate                                            | GRIN                                                                   | - AN: 24 de março de 2009         | 25 de junho de 2009             | 3 de abril de 2009              | 24 de março de 2009                                                                           | Não       | Sim                     |
| WarDevil: Unleash the Beast Within                                 | Digi-Guys                                                              | Não lançado                       | por anunciar                    | por anunciar                    | por anunciar                                                                                  | Não       | Sim                     |
| Warhammer 40,000: Space Marine                                     | Relic Entertainment                                                    | Não lançado                       | por anunciar                    | por anunciar                    | por anunciar                                                                                  | Não       | Sim                     |
| Warhawk                                                            | Incognito Entertainment / SCE Santa Monica Studio                      | - AN: 28 de agosto de 2007        | Não lançado                     | 21 de setembro de 2007          | 28 de agosto de 2007                                                                          | Sim       | Sim                     |
| Warriors: Legends of Troy                                          | Koei Canada                                                            | Não lançado                       | por anunciar                    | novembro de 2010                | novembro de 2010                                                                              | Não       | Sim                     |
| Warriors Orochi Z                                                  | Omega Force                                                            | - JP: 12 de março de 2009         | 12 de março de 2009             | por anunciar                    | por anunciar                                                                                  | Sim       | Sim                     |
| Watchmen: The End Is Nigh                                          | Deadline Games                                                         | - AN: 21 de julho de 2009         | por anunciar                    | 24 de julho de 2009             | 21 de julho de 2009                                                                           | Não       | Sim                     |
| Way of the Samurai 3                                               | Acquire                                                                | - JP: 13 de novembro de 2008      | 13 de novembro de 2008          | por anunciar                    | 13 de outubro de 2009                                                                         | Não       | Sim                     |
| WET                                                                | Artificial Mind and Movement                                           | - AN: 15 de setembro de 2009      | por anunciar                    | 18 de setembro de 2009          | 15 de setembro de 2009                                                                        | Não       | Sim                     |
| Wheelman                                                           | Midway Studios – Newcastle / Tigon Studios                             | - AN: 24 de março de 2009         | por anunciar                    | 27 de março de 2009             | 24 de março de 2009                                                                           | Não       | Sim                     |
| Where the Wild Things Are                                          | Griptonite Games                                                       | - AN: 13 de outubro de 2009       | por anunciar                    | 25 de novembro de 2009          | 13 de outubro de 2009                                                                         | Não       | Sim                     |
| White Album                                                        | Aquaplus                                                               | Não lançado                       | 27 de maio de 2010              | por anunciar                    | por anunciar                                                                                  | Console   | Sim                     |
| White Knight Chronicles                                            | Level-5 / SCE Japan Studio                                             | - JP: 25 de dezembro de 2008      | 25 de dezembro de 2008          | 26 de fevereiro de 2010         | 2 de fevereiro de 2010                                                                        | Sim       | Sim                     |
| White Knight Chronicles 2                                          | Level-5 / SCE Japan Studio                                             | Não lançado                       | 8 de julho de 2010              | por anunciar                    | por anunciar                                                                                  | Sim       | Sim                     |
| Winning Post 7 Maximum 2007                                        | Koei                                                                   | - JP: 29 de março de 2007         | 29 de março de 2007             | Não lançado                     | Não lançado                                                                                   | Sim       | Não                     |
| Winning Post 7 Maximum 2008                                        | Koei                                                                   | - JP: 13 de março de 2008         | 13 de março de 2008             | Não lançado                     | Não lançado                                                                                   | Não       | Não                     |
| Winning Post World                                                 | Koei                                                                   | - JP: 2 de abril de 2009          | 2 de abril de 2009              | Não lançado                     | Não lançado                                                                                   | Não       | Sim                     |
| Wipeout HD                                                         | SCE Studio Liverpool                                                   | - EU: 16 de outubro de 2009       | (Apenas download)               | 16 de outubro de 2009           | (Apenas download)                                                                             | Sim       | Sim                     |
| The Witcher: Rise of the White Wolf                                | CD Projekt RED STUDIO                                                  | Não lançado                       | por anunciar                    | por anunciar                    | por anunciar                                                                                  | Não       | Sim                     |
| Witches                                                            | Revistronic                                                            | Não lançado                       | por anunciar                    | por anunciar                    | por anunciar                                                                                  | Não       | Sim                     |
| Wolfenstein                                                        | Raven Software / id Software                                           | - AN: 18 de agosto de 2009        | por anunciar                    | 21 de agosto de 2009            | 18 de agosto de 2009                                                                          | Não       | Sim                     |
| World Series of Poker 2008: Battle for the Bracelets               | Left Field Productions                                                 | - AN: 25 de setembro de 2007      | Não lançado                     | 7 de dezembro de 2007           | 25 de setembro de 2007                                                                        | Não       | Não                     |
| World Snooker Championship 2007                                    | Blade Interactive                                                      | - EU: 23 de março de 2007         | Não lançado                     | 23 de março de 2007             | Não lançado                                                                                   | Não       | Não                     |
| WSC Real 08: World Snooker Championship                            | Blade Interactive                                                      | - EU: 7 de julho de 2008          | Não lançado                     | 10 de julho de 2008             | Não lançado                                                                                   | Não       | Não                     |
| WSC Real 09: World Championship Snooker                            | Blade Interactive                                                      | - EU: 3 de abril de 2009          | Não lançado                     | 3 de abril de 2009              | Não lançado                                                                                   | Não       | Não                     |
| WWE All Stars                                                      | THQ San Diego                                                          | Não lançado                       | por anunciar                    | por anunciar                    | por anunciar                                                                                  | Não       | Sim                     |
| WWE Legends of WrestleMania                                        | Yuke's                                                                 | - EU: 19 de março de 2009         | 9 de julho de 2009              | 19 de março de 2009             | 24 de março de 2009                                                                           | Não       | Sim                     |
| WWE SmackDown vs. Raw 2008                                         | Yuke's                                                                 | - AN: 13 de novembro de 2007      | 14 de fevereiro de 2008         | 15 de novembro de 2007          | 13 de novembro de 2007                                                                        | Não       | Não                     |
| WWE SmackDown vs. Raw 2009                                         | Yuke's                                                                 | - EU: 7 de novembro de 2008       | 22 de janeiro de 2009           | 7 de novembro de 2008           | 9 de novembro de 2008                                                                         | Não       | Não                     |
| WWE SmackDown vs. Raw 2010                                         | Yuke's                                                                 | - AN: 20 de outubro de 2009       | por anunciar                    | 23 de outubro de 2009           | 20 de outubro de 2009                                                                         | Não       | Sim                     |
| WWE SmackDown vs Raw 2011                                          | Yuke's                                                                 | Não lançado                       | por anunciar                    | outubro de 2010                 | 26 de outubro de 2010                                                                         | Não       | Sim                     |
| X-Blades                                                           | Gaijin Entertainment                                                   | - AN: 10 de fevereiro de 2009     | 30 de abril de 2009             | 20 de fevereiro de 2009         | 10 de fevereiro de 2009                                                                       | Não       | Sim                     |
| X-Men Origins: Wolverine                                           | Raven Software                                                         | - AN: 1 de maio de 2009           | por anunciar                    | 1 de maio de 2009               | 1 de maio de 2009                                                                             | Não       | Sim                     |
| Yakuza 3                                                           | Team CS1                                                               | - JP: 26 de fevereiro de 2009     | 26 de fevereiro de 2009         | 12 de março de 2010             | 9 de março de 2010                                                                            | Sim       | Sim                     |
| Yakuza 4                                                           | CS1 Team                                                               | - JP: 18 de março de 2010         | 18 de março de 2010             | 2011                            | 2011                                                                                          | Sim       | Sim                     |
| Yamasa Digi World DX                                               | Yamasa Entertainment                                                   | - JP: 31 de dezembro de 2006      | 31 de dezembro de 2006          | Não lançado                     | Não lançado                                                                                   | Sim       | Não                     |
| Yamasa Digi World SP Pachislot Samurai Warriors                    | Yamasa Entertainment                                                   | - JP: 6 de setembro de 2007       | 6 de setembro de 2007           | Não lançado                     | Não lançado                                                                                   | Sim       | Não                     |